# Sentier des Appalaches
Le sentier des Appalaches (anglais : Appalachian Trail, officiellement Appalachian National Scenic Trail abrégé en « AT ») est un sentier de randonnée pédestre parcourant les Appalaches sur la côte est des États-Unis.
Long d'environ 3 510 kilomètres il relie le mont Springer, dans la forêt nationale de Chattahoochee-Oconee, en Géorgie, au mont Katahdin dans le parc d’État Baxter, dans le Maine. Ce faisant, il traverse, en plus de ces États, la Caroline du Nord, le Tennessee, la Virginie, la Virginie-Occidentale, le Maryland, la Pennsylvanie, le New Jersey, l'État de New York, le Connecticut, le Massachusetts, le Vermont et le New Hampshire. Il se prolonge au Canada par le sentier international des Appalaches, long de plus de 3 100 km, qui part du mont Katahdin pour rejoindre Belle Isle au nord de Terre-Neuve, dans l'océan Atlantique.
Le sentier est entretenu par trente clubs de randonnée et de multiples partenaires et géré par le National Park Service et une association à but non lucratif nommée Appalachian Trail Conservancy,.
Le sentier des Appalaches est célèbre dans le monde de la randonnée, dont l'un des défis principaux est de tenter de le parcourir dans son intégralité en une seule saison. Beaucoup de livres, de sites Web et d'organisations sont consacrés à cette quête. La majorité du parcours est en pleine nature, bien que certaines portions soient en ville et sur route et traversent des cours d'eau.
Le sentier des Appalaches, le Continental Divide Trail et le Pacific Crest Trail, les trois grands sentiers de randonnée de longue distance américains,, sont connus sous le nom informel de « triple couronne de la randonnée » (Triple Crown of Hiking).

## Histoire
Le sentier est conçu par Benton MacKaye, un forestier qui a tracé son plan original peu après la mort de sa femme en 1921. L'idée de MacKaye est celle d'un sentier grandiose qui relierait, pour les citadins, une série de fermes et de camps de travail ou d'étude de la nature sauvage. En 1922, avec l'aide de William A. Welch, directeur de la Palisades Interstate Park Commission, son idée est dévoilée par Raymond H. Torrey dans un article du New York Evening Post (futur New York Post) sous le gros titre A Great Trail from Maine to Georgia! (« Un grand sentier du Maine à la Géorgie ! »). L'idée est rapidement adoptée par la nouvelle Palisades Interstate Park Trail Conference (future New York – New Jersey Trail Conference) en tant que projet principal.

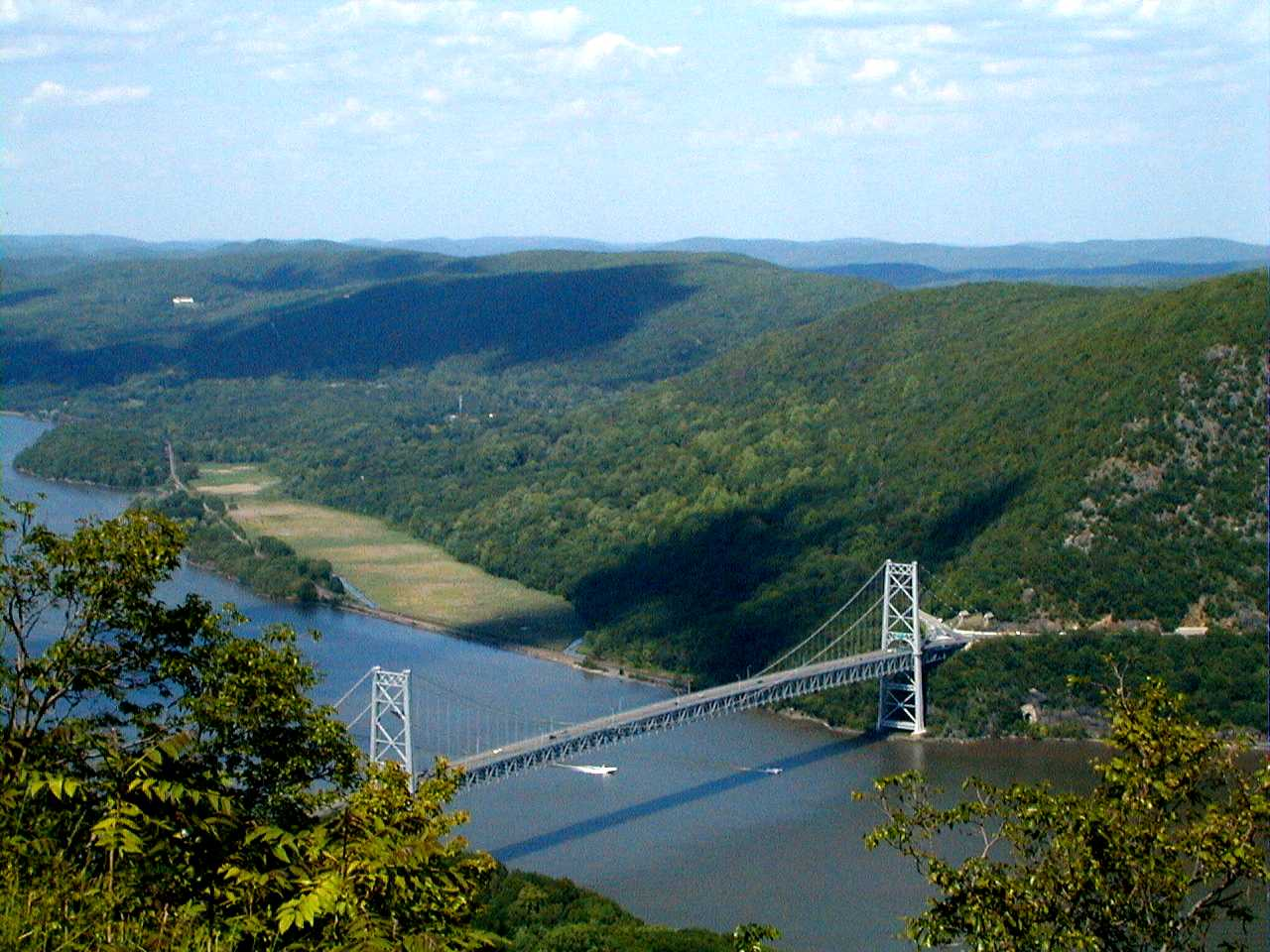
Le pont de Bear Mountain qui franchit le fleuve Hudson est utilisé par le Sentier des Appalaches.

Le 7 octobre 1923, la première section de la piste, partant du parc d'État de Bear Mountain vers l'ouest à travers le parc d'État de Harriman jusqu'à Arden dans l'État de New York, est ouverte. MacKaye organise ensuite une conférence de deux jours en mars 1925 à Washington qui aboutit à la formation de l’Appalachian Trail Conference (maintenant appelée Appalachian Trail Conservancy, ATC), bien que peu de progrès aient été faits sur le sentier pendant plusieurs années.
À la fin des années 1920 et au début des années 1930, un juge à la retraite nommé Arthur Perkins et son jeune associé Myron Avery se lancent dans l'aventure. En 1929, Perkins, qui était aussi un membre de la Connecticut Forest and Park Association et de son comité consacré aux sentiers locaux, trouve un bénévole disposé à continuer le projet. Ned Anderson, un agriculteur de Sherman dans le Connecticut, est pris (en tant que membre des deux organisations) avec pour tâche de cartographier et de relier le sentier au Connecticut (1929-1933). Il relie le hameau de Webatuck (Dover dans l'État de New York) et Kent au Connecticut à Ashley Falls située à 80 kilomètres à travers le coin nord-ouest de l'État, puis à Bear Mountain à la frontière du Massachusetts,.
Les efforts d'Anderson aident à déclencher un regain d'intérêt pour le sentier et Avery (qui a repris la charge depuis la mort de Perkins en 1932) est en mesure d'intéresser d'autres États à l'initiative. Après avoir repris l'ATC, Avery adopte l'objectif plus pratique de construction d'un sentier de randonnée simple. Alors qu'Avery veut simplement redessiner le sentier, MacKaye pense que l'ATC doit réaliser un développement commercial majeur sur le parcours du sentier et, en désaccord, il quitte l'organisation. Avery dirige l'ATC de 1932 jusqu'à 1952 (il est mort la même année) et se révèle comme un ardent défenseur du sentier.

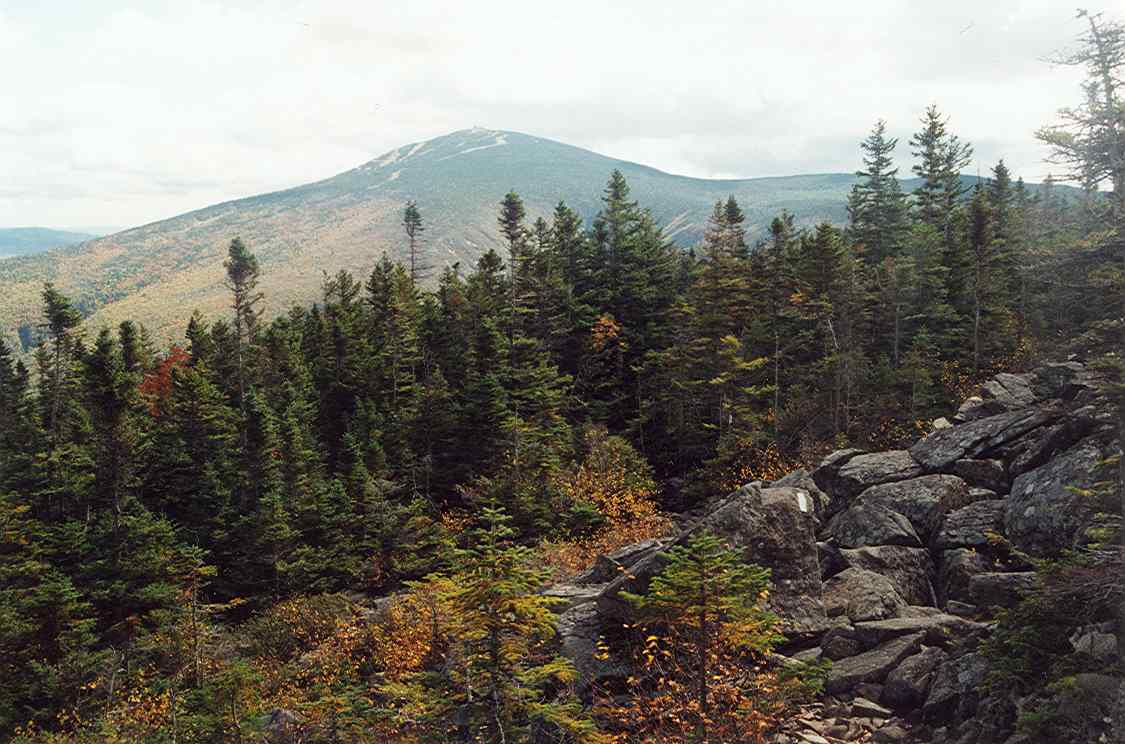
Sugarloaf Mountain vue depuis le Sentier des Appalaches.

Avery est le premier à parcourir le sentier de bout en bout en 1936, mais pas de manière continue. En août 1937, le sentier est rallongé jusqu'à la Sugarloaf Mountain dans le Maine, et l'ATC réoriente ses efforts vers la protection des terres autour du sentier et la cartographie des chemins pour les randonneurs. De 1938 à la fin de la Seconde Guerre mondiale, la piste subit une série de dégradations naturelles et artificielles, mais elles sont réparées rapidement.
En 1948, Earl Shaffer, de York en Pennsylvanie, apporte une grande attention au projet en dévoilant le premier compte rendu documenté d'une randonnée réalisée en une seule saison, c'est-à-dire d'une traite, ce qui sera appelé du thru-hiking. Plus tard, Shaffer termine également la première randonnée nord-sud, faisant de lui le premier à la faire dans chaque direction. En 1998, Shaffer, à près de 80 ans, a encore une fois parcouru la totalité du sentier, faisant de lui la personne la plus âgée à avoir jamais fait cette randonnée en thru-hike,.
En 1994, une histoire paraît dans les Appalachian Trailway News, décrivant une randonnée en thru-hike de 121 jours du Maine en Géorgie en 1936 par six scouts du Bronx. Bien que l'histoire ait été acceptée par certains membres de l'ALDHA, beaucoup de doutes sont exprimés et cette randonnée en thru-hike — qui serait l'une des plus anciennes — n'a jamais été confirmée. Du coup, la randonnée en thru-hike de 1948 par Shaffer est encore généralement reconnue comme la première.
Dans les années 1960, l'ATC fait des progrès dans la protection de la piste grâce aux efforts des hommes politiques et des fonctionnaires. C'est l'un des deux premiers National Scenic Trails (« chemins de randonnées paysages ») créés par une loi du Congrès des États-Unis du National Trails System avec le Pacific Crest Trail. Il ouvre ainsi la voie à une série de sentiers du même type au sein des parcs nationaux et des ensembles forestiers. Des bénévoles travaillant avec le National Park Service établissent une route permanente du sentier, ce qui est fait en 1971. À la fin du XXe siècle, le National Park Service complète l'acquisition de quasiment tous les terrains où se trouvent le sentier, à l'exception de quelques kilomètres.

## Extensions

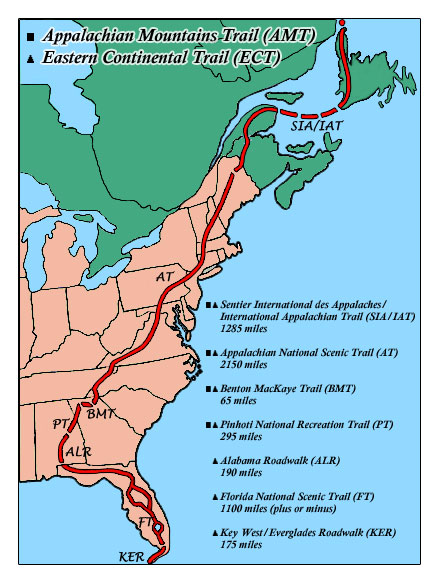
Carte montrant différentes extensions non officielles du sentier des Appalaches.

Le sentier international des Appalaches est une extension de 3 100 kilomètres vers le nord, du Maine à Terre-Neuve, en passant par le Nouveau-Brunswick, le Québec, l'île-du-Prince-Édouard et la Nouvelle-Écosse. Le cap Gaspé, à l'extrémité de la péninsule de Forillon (dans le parc national de Forillon) est la première extrémité nord de ce sentier. Ce dernier est une piste séparée et non une extension officielle du Sentier des Appalaches. Une nouvelle extension de 1 200 kilomètres à Terre-Neuve est à présent achevée, ce qui porte l'extrémité de ce sentier sur Belle Isle au nord de Terre-Neuve.
En 2010, un groupe de géologues représentant le Sentier international des Appalaches commence une étude pour prolonger le sentier à travers l'océan Atlantique, via le Groenland, l'Islande, l'Europe du Nord et l'Atlas au Maroc, tentant ainsi d'établir un sentier de grande randonnée qui connecte toutes les régions ayant un massif formé en même temps que les Appalaches il y a 250 millions d'années.
En 2008, le Pinhoti National Recreation Trail en Alabama et en Géorgie est raccordé à l'extrémité sud du Sentier des Appalaches via le Benton MacKaye Trail. Les promoteurs de cette extension sud se fondent sur une déclaration de MacKaye à la conférence de 1925 décrivant le sentier comme allant de la Géorgie au New Hampshire et devant s'étendre dans l'avenir du mont Katahdin à Birmingham dans l'Alabama. Le sentier se termine maintenant à Flagg Mountain, près du comté de Coosa à 80 kilomètres à l'est de Birmingham.

## Faune et flore
Le sentier des Appalaches est le foyer de milliers d'espèces de plantes et d'animaux, dont 2 000 espèces distinctes rares, menacées ou sensibles.

### Faune
L'Ours noir (Ursus americanus) est le plus grand omnivore qui peut être rencontré sur le sentier et il habite toutes les régions des Appalaches. Pouvoir en observer près de la piste même est rare et les confrontations sont encore plus rares. Parmi les autres dangers se trouvent les serpents venimeux, dont le Crotale des bois (Crotalus horridus) et le Mocassin à tête cuivrée (Agkistrodon contortrix) qui sont communs le long du sentier. Ces deux serpents sont généralement trouvés dans des zones et sections de la piste plus sèches, rocailleuses. Autrement, la faune comprend le Cerf de Virginie (Odocoileus virginianus), le Wapiti (Cervus canadensis) qui est réintroduit dans les Great Smoky Mountains, et l'orignal (Alces americanus).
Pour la plupart des randonneurs, le long du sentier, c'est cependant des rongeurs et des insectes (comme les moustiques et les mouches noires), ou encore les tiques, dont il faut se méfier.

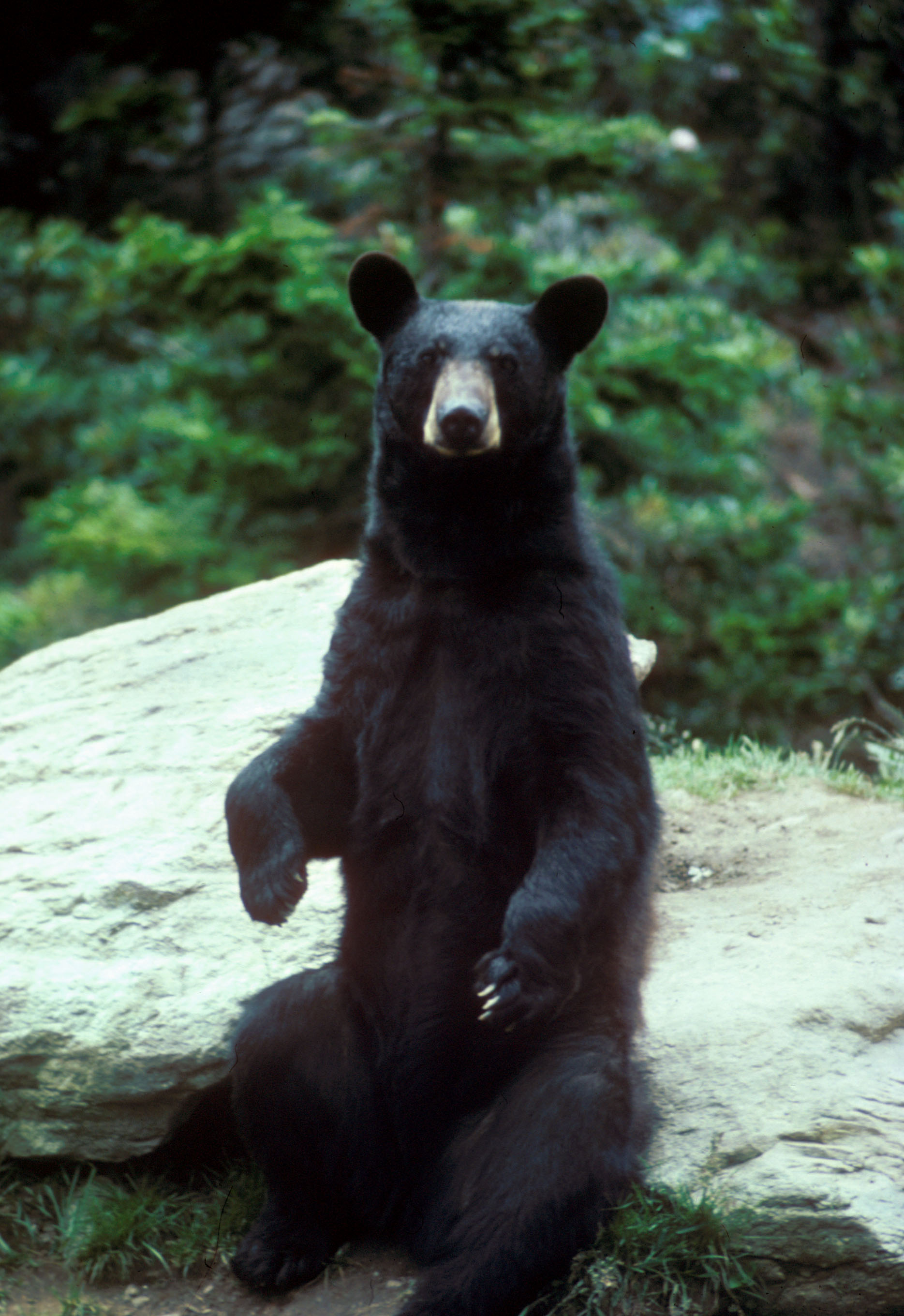
Ours noir (Ursus americanus)
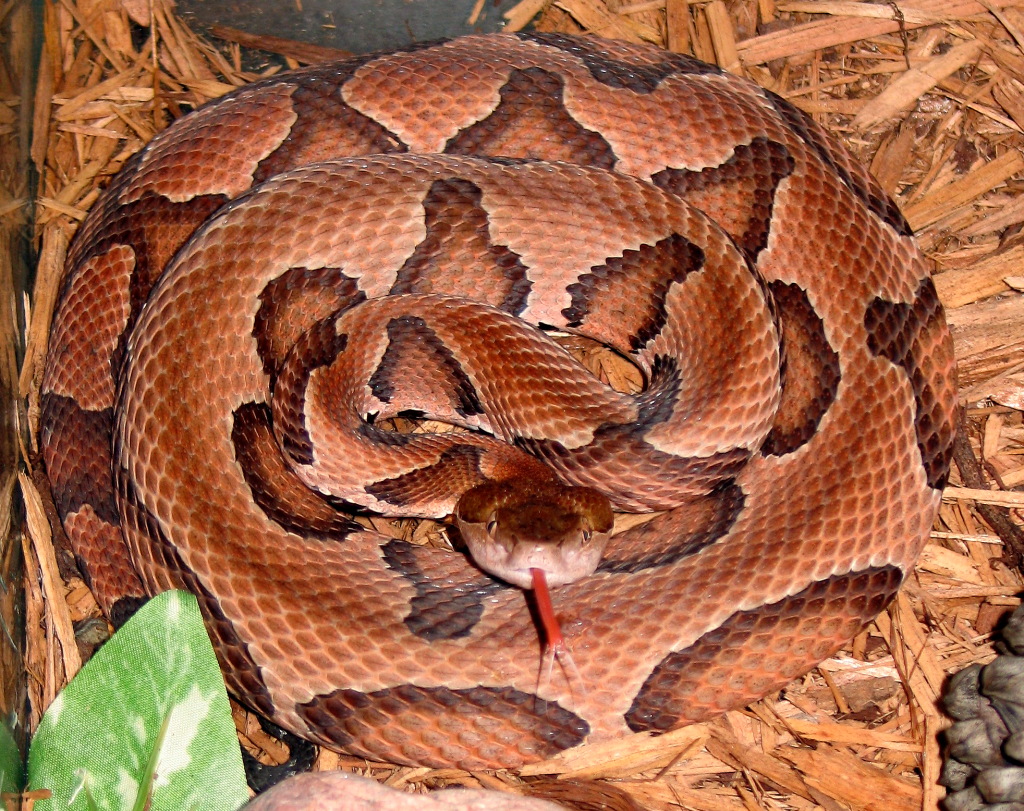
Mocassin à tête cuivrée (Agkistrodon contortrix)
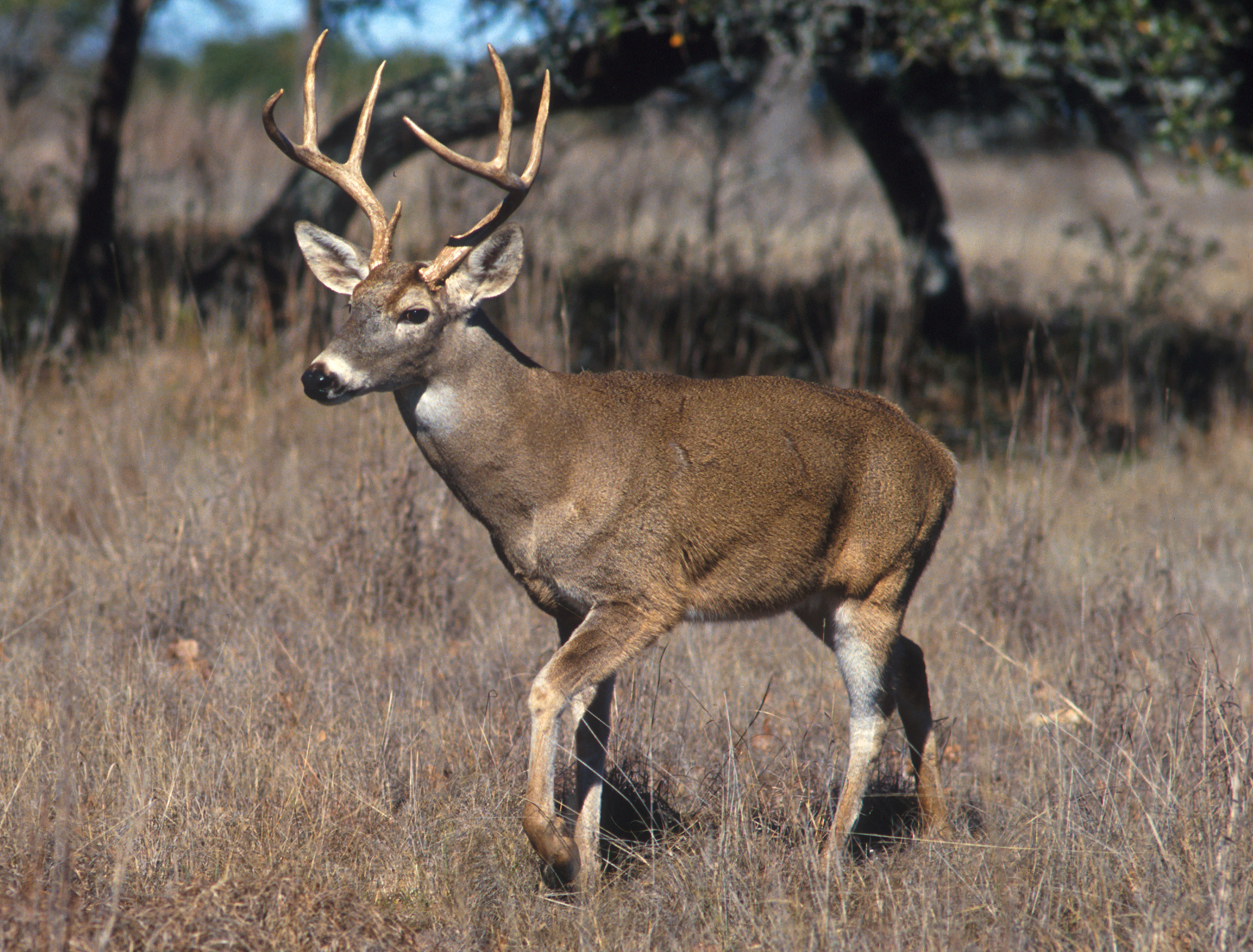
Cerf de Virginie (Odocoileus virginianus)
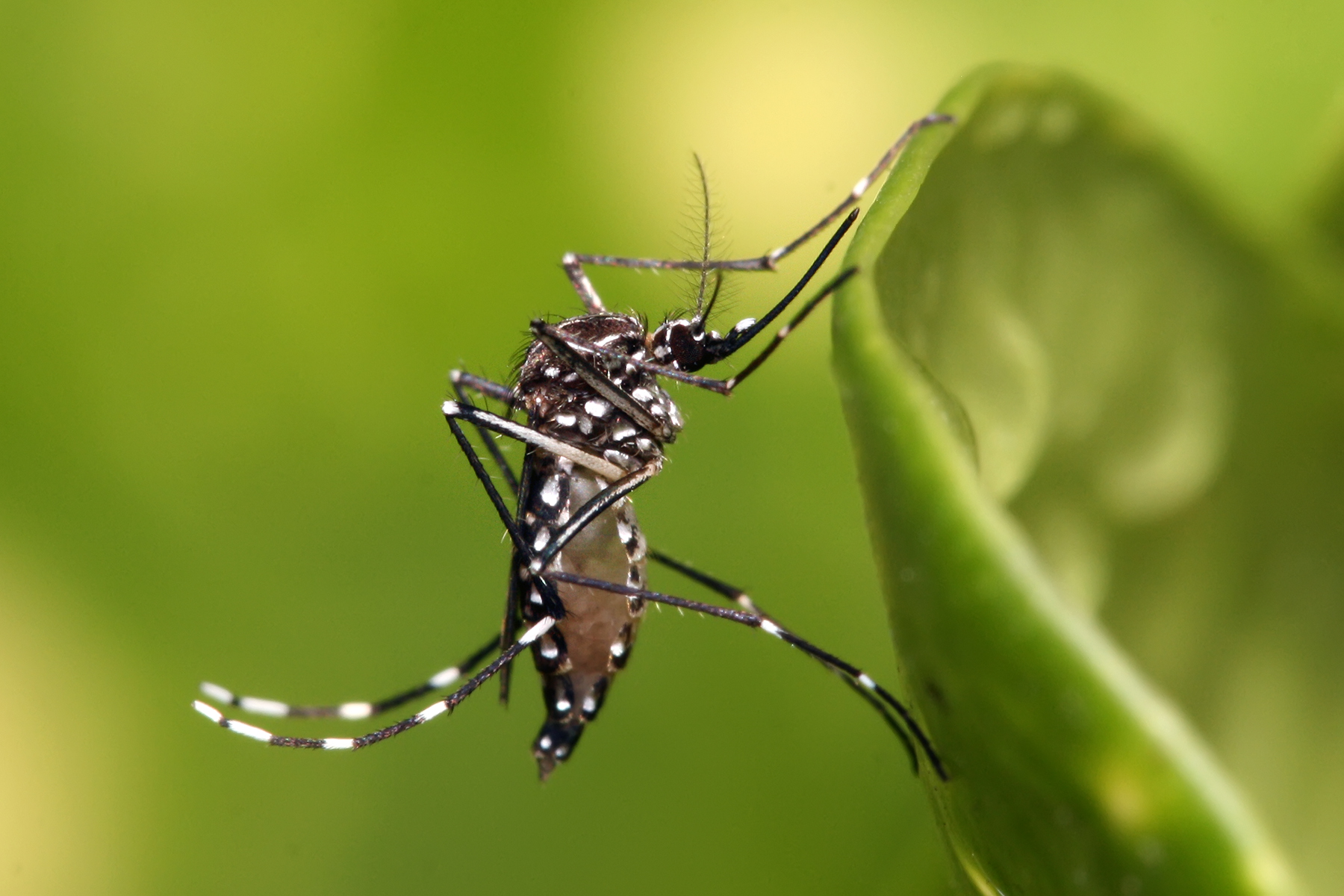
Moustique (ici, de l'espèce Aedes aegypti)

### Flore
La vie végétale le long du sentier est variée. Ce dernier passe par différents biomes du sud au nord et le climat change de manière significative, en particulier en fonction de l'altitude. Dans le sud, les forêts de plaine se composent principalement de forêts secondaires car quasiment tout le sentier a été exploité par l'homme à un moment. Il y a cependant quelques forêts anciennes le long du sentier, comme Sages Ravine à cheval sur la frontière du Massachusetts et du Connecticut et au sommet des montagnes les plus élevées, Hopper vers le mont Greylock ou encore The Hermitage dans le Maine. Dans le sud, la forêt est dominée par des feuillus, notamment des chênes (Quercus) et des tulipiers de Virginie (Liriodendron tulipifera). Plus au nord, les tulipiers sont progressivement remplacés par des érables (Acer) et des bouleaux (Betula). Les chênes commencent à disparaître dans le Massachusetts et au Vermont, la forêt de plaine est composée d'érables, de bouleaux et de hêtres (Fagus) qui fournissent un feuillage spectaculaire pour les randonneurs en septembre et en octobre. Bien que la grande majorité des forêts de plaine du sud des montagnes Blanches est composée de feuillus, de nombreuses zones sont composées de conifères. Dans le Maine, ces derniers poussent souvent à basse altitude.
Il y a un changement radical entre la plaine et l'étage subalpin, composé d'une forêt de persistants, ainsi qu'une autre rupture supérieure, la limite des arbres, au-dessus de laquelle seules poussent des plantes alpines robustes. L'étage subalpin est beaucoup plus répandu le long du sentier que l'étage alpin. Bien qu'il existe principalement au nord, quelques montagnes dans le sud ont un tel étage subalpin, qui est généralement composé d'un écosystème connu comme la Southern Appalachian spruce-fir forest.

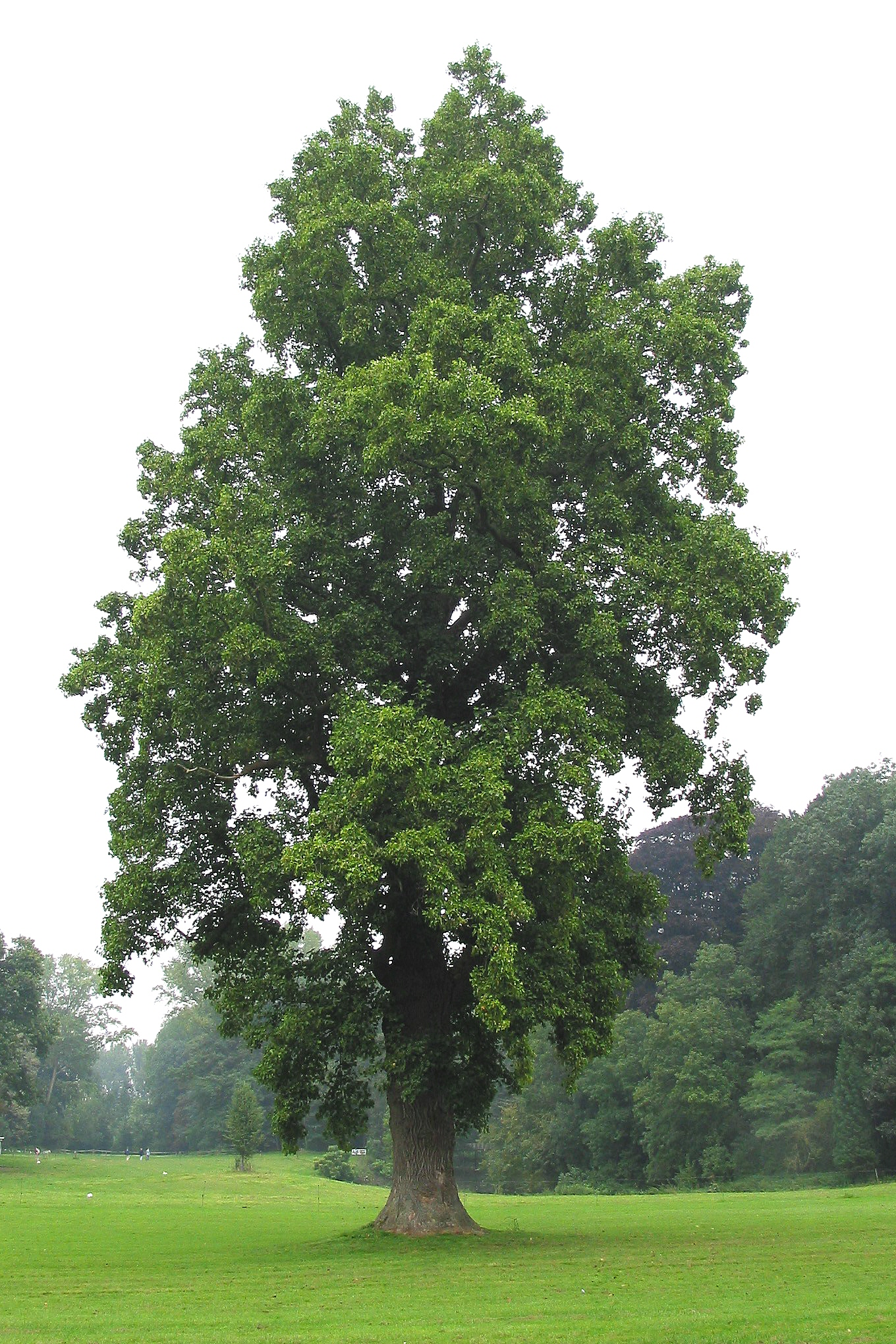
Tulipier de Virginie (Liriodendron tulipifera)
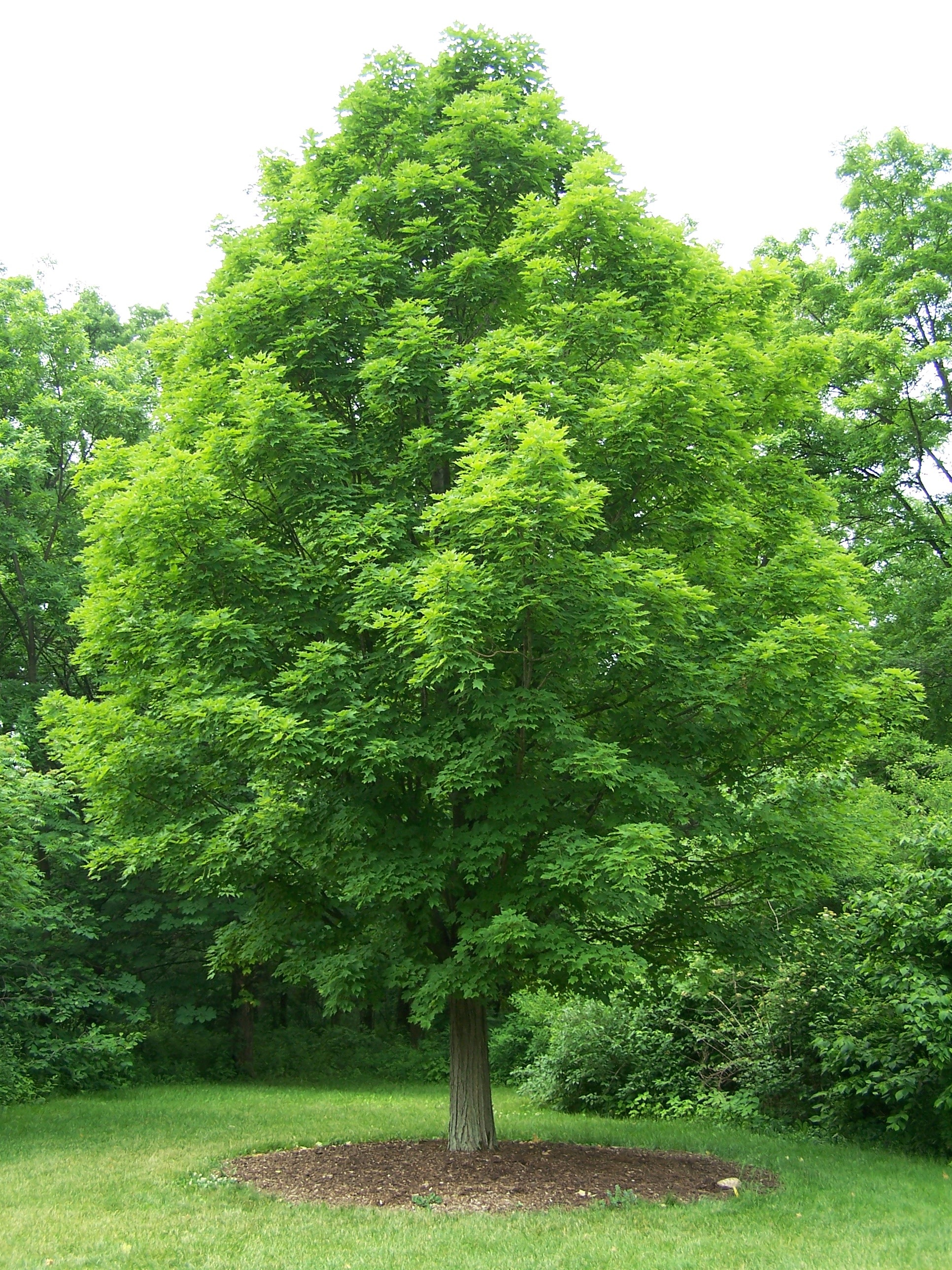
Érable (ici, un érable à sucre, Acer saccharum)
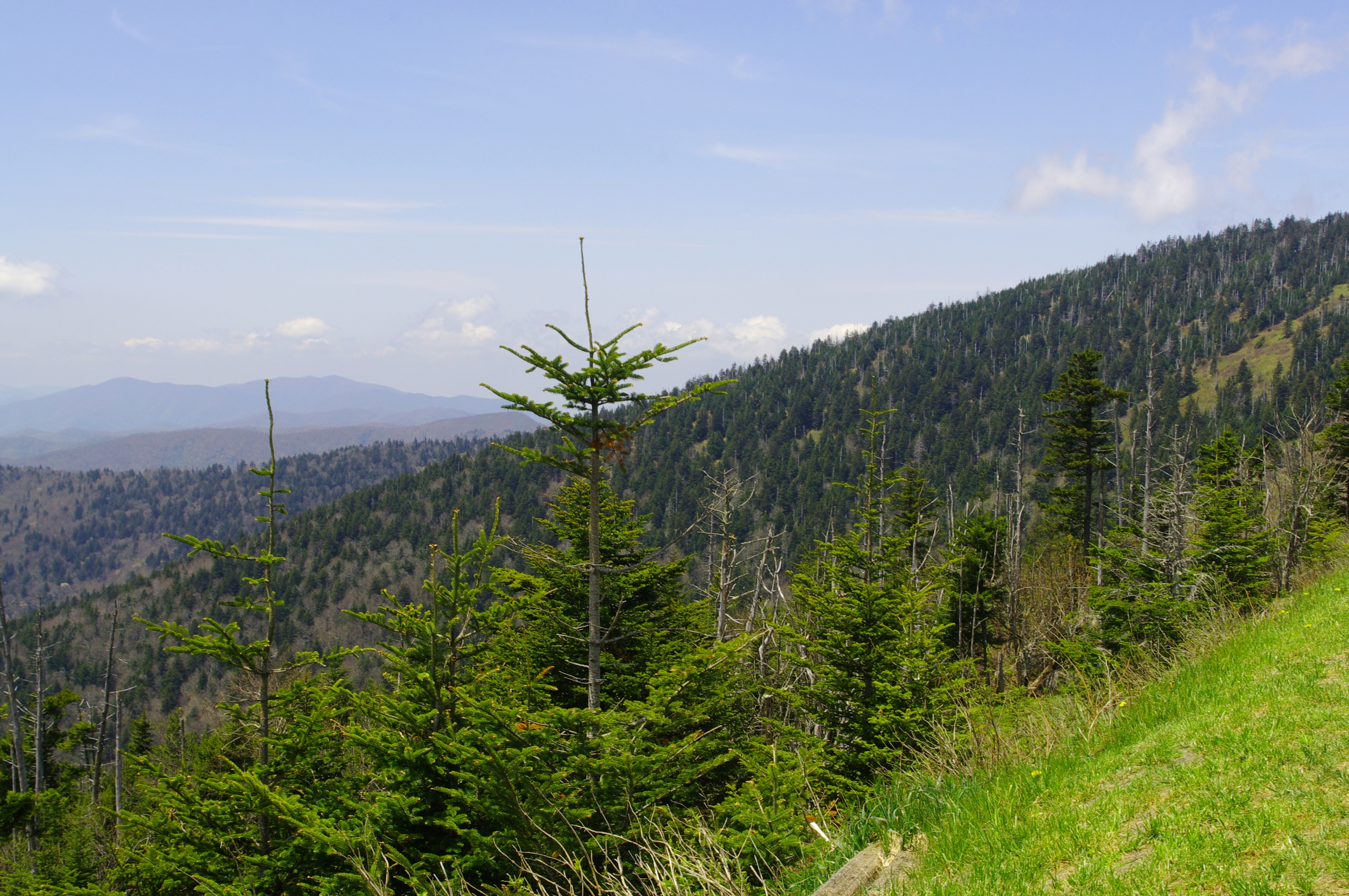
Southern Appalachian spruce-fir forest près du dôme Clingmans
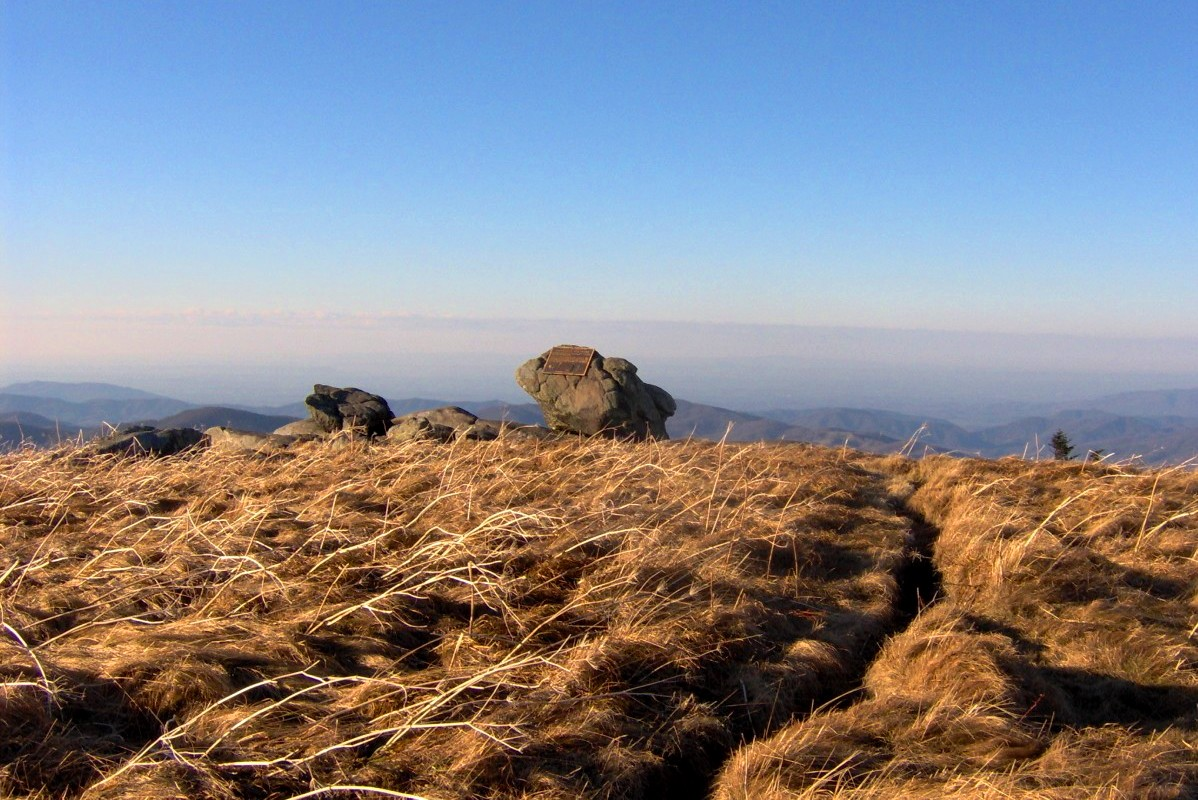
Appalachian balds dans le parc d'État de Roan Mountain

## Étages de végétation

Géologie des Appalaches.

Dans les chaînes montagneuses et les montagnes du sud, l'étage subalpin commence autour de 1 800 mètres d'altitude dans les Great Smoky Mountains, au-dessus de 1 500 mètres dans les Roan Mountain sur la frontière entre la Caroline du Nord et le Tennessee et au-dessus de 1 500 mètres sur le mont Rogers et le parc d'État de Grayson Highlands en Virginie. Les Appalachian balds sont également présents dans les hauteurs du sud du sentier et seraient le résultat d'incendies ou de pâturages des derniers siècles, voire dans certains cas la conséquence de sols sableux dont la couche serait relativement fine. Des arbres peuvent pousser sur certains balds ; ils sont parfois coupés par les services de l'United States National Forest.
Il n'y a pas d'étage subalpin entre le mont Rogers en Virginie et le mont Greylock dans le Massachusetts, principalement parce que le sentier reste en dessous de 910 mètres (3 000 pieds), du parc national de Shenandoah, en Virginie jusqu'au mont Greylock. Ce dernier possède cependant une grande région subalpine, la seule forêt de ce type dans le Massachusetts, s'étendant en dessous de 910 mètres, qui, dans le sud, est la limite habituelle de la région subalpine. Cela est dû à l'exposition aux vents d'ouest dominants, le sommet et la crête s'étendant de 61 à 200 mètres plus haut que n'importe quel autre sommet dans l'État. Plus au nord, plusieurs sommets dans le Vermont atteignent la zone subalpine, dont la limite descend régulièrement à mesure que l'on progresse vers le nord, de sorte que dans les montagnes Blanches du New Hampshire, elle se trouve souvent bien en dessous de 910 mètres. Au mont Moosilauke, dont le sommet culmine à 1 464 mètres, le premier étage alpin sur le sentier est atteint, et la flore, clairsemée, est entrecoupée de roches nues. Entre les deux étages se trouve une région dite « krummholz » où poussent des arbres rabougris avec des branches orientées sous la contrainte du vent nord-ouest en hiver, leur donnant ainsi l'apparence de « drapeaux ». Cette région ressemble à celle située à des centaines de kilomètres au nord au Canada. Elle contient également de nombreuses espèces menacées ou en danger. Le sentier a été dévié vers le chaînon Presidential du New Hampshire pour permettre à l’Appalachian Mountain Club de protéger certaines espèces végétales. Le seuil alpin dans les montagnes Blanches est généralement compris entre 1 300 mètres et 1 500 mètres. Les montagnes traversées par le sentier au-dessus de la limite des arbres incluent le mont Moosilauke, plusieurs kilomètres après le chaînon Franconia et le chaînon Presidential. Dans le chaînon Presidential, le sentier grimpe à 1 917 mètres sur le mont Washington et reste sur environ 21 kilomètres en permanence au-dessus de la limite boisée, dans le plus grand environnement alpin de l'est des montagnes Rocheuses.

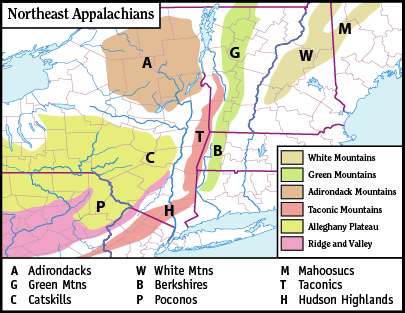
Chaînes du nord-est des Appalaches.

Dans le Maine, le sentier se prolonge dans des environnements encore plus rudes et l'étage subalpin et alpin descend vers des altitudes plus basses. La limite subalpine dans l'État va de 760 mètres dans le chaînon Mahoosuc à 300 mètres dans certaines parties du Hundred-Mile Wilderness où presque chaque zone de plus de 300 mètres est une forêt d'arbres à feuilles persistantes. Ces forêts comprennent plus d'espèces de conifères que les autres. Ainsi, en plus du Pin blanc d'Amérique (Pinus strobus), de l'Épicéa (Picea) et du Tsuga (Tsuga), le Maine a de nombreux Cèdres (Cedrus) le long du sentier. Près de l'extrémité nord, il y a même des Mélèzes laricin (Larix laricina), un pin à aiguilles résineux à feuilles caduques, dont les feuilles jaunissant à l'automne sont bien visibles après que les bouleaux et les érables ont perdu les leurs. Les tsuga dans le Maine sont également remarquables, puisque le puceron lanigère (Adelges tsugae) qui a ravagé les populations plus au sud, n'est pas encore entré dans l'État, probablement en raison du climat plus froid.
Le Maine a également plusieurs régions alpines. En plus de plusieurs domaines du chaînon Mahoosuc, le Baldpates et Old Blue dans le sud du Maine ont des caractéristiques alpines, malgré des altitudes inférieures à 1 200 mètres. La Saddleback Mountain et le mont Bigelow, plus au nord, ont chacun une zone s'étendant un peu au-dessus de 1 200 mètres, mais qui sont depuis longtemps des zones alpines avec des sommets sans arbres. Du mont Bigelow, le sentier s'étend sur 240 kilomètres avec seulement une petite zone alpine autour de 1 100 mètres au sommet de la White Cap Mountain. Le mont Katahdin, le deuxième plus grand environnement alpin des États-Unis, a plusieurs kilomètres carrés de zone alpine lorsque le terrain devient plat au sommet ainsi que sur les falaises et les arêtes qui y conduisent. La limite des arbres sur le mont Katahdin n'est que d'environ 1 100 mètres. Cette élévation serait au Massachusetts à peine une région subalpine, et, au sud de la Virginie, se composerait de forêts de plaine.
Malgré les environnements alpins bien en dessous de 1 500 mètres dans le New Hampshire et le Maine, certains endroits plus élevés plus au sud ne sont pas alpins à l'instar de Wayah Bald en Caroline du Nord (1 628 mètres) et du dôme Clingmans dans le parc national des Great Smoky Mountains (2 025 mètres). Ceci illustre le changement radical du climat sur près de 3 200 kilomètres.

## Randonnée

Logotype habituel du Sentier des Appalaches.

Comme le Sentier des Appalaches est expressément conçu pour être parcouru à pied, il inclut diverses ressources pour faciliter le parcours des randonneurs. Certaines sont communes à d'autres sentiers à travers l'Amérique du Nord, alors que d'autres sont uniques au Sentier des Appalaches. Le sentier est beaucoup plus fréquemment parcouru du sud vers le nord que l'inverse. Les randonneurs commencent généralement en mars ou avril pour terminer à la fin de l'été ou au début de l'automne. Dans le cas contraire des randonneurs allant du nord vers le sud, c'est de juin à mars.

### Repères
Sur toute sa longueur, le Sentier des Appalaches est marqué par des repères de peinture blanche d'environ 5 sur 15 centimètres. Sur les côtés du sentier sont indiqués les abris, les points de vue et les aires de stationnement avec un repère similaire bleu. Dans les années passées, certains tronçons du sentier ont également utilisé des repères métalliques avec le logotype du sentier. Certains sont toujours visibles.

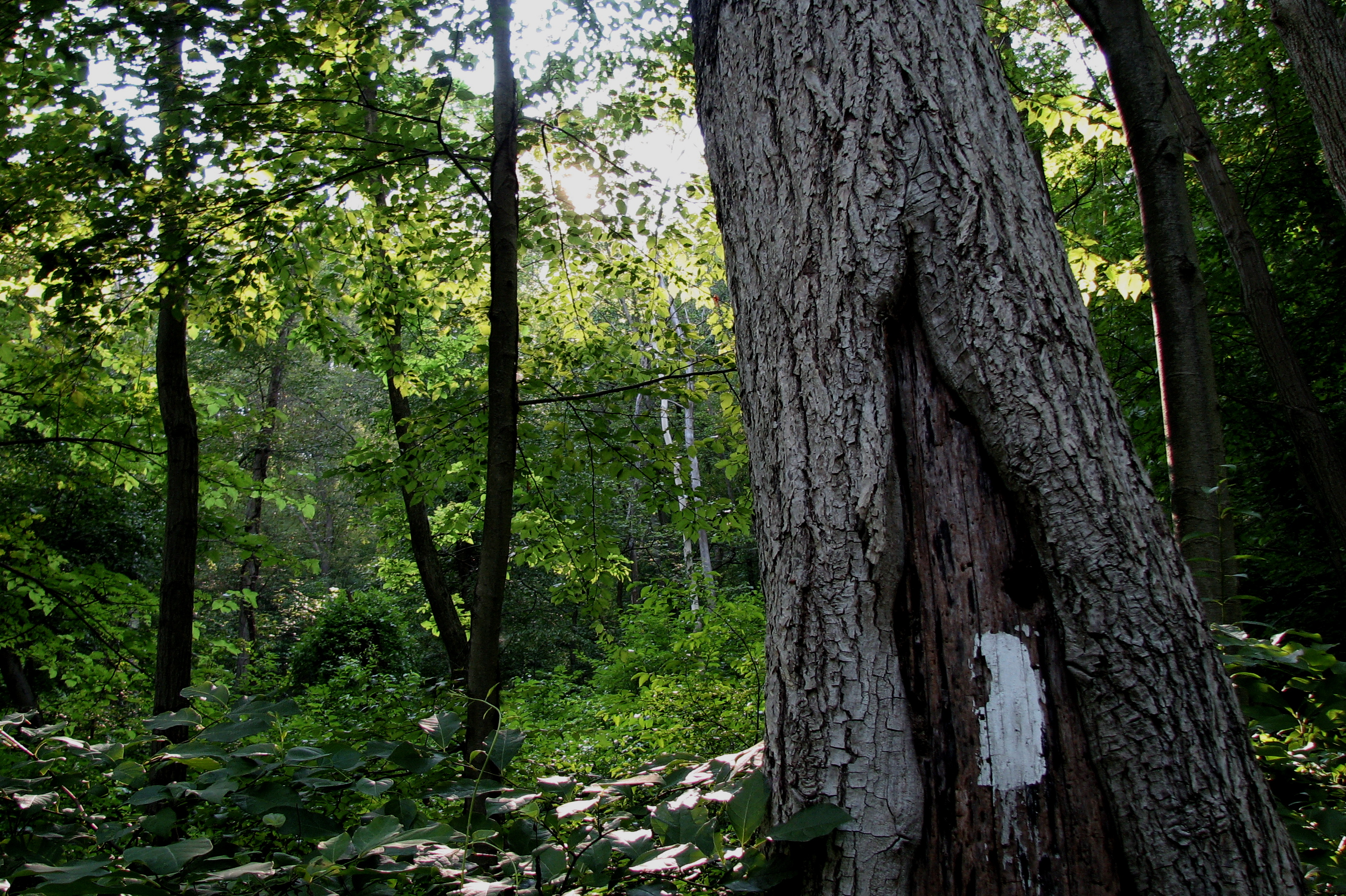
Repère typique blanc en Pennsylvanie
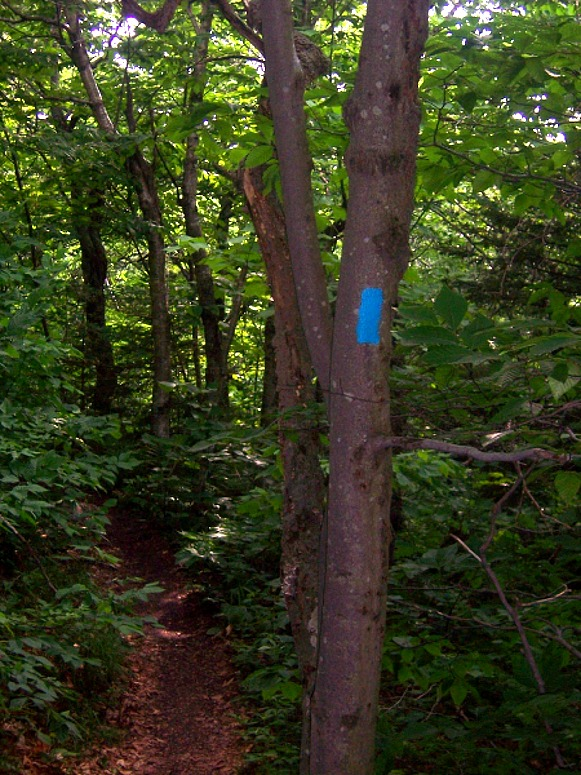
Repère bleu au mont Greylock dans le Massachusetts

### Refuges et camping
Le sentier compte plus de 250 refuges et des emplacements de camping disponibles pour les randonneurs,. Les refuges, dont l'appellation diffère selon les lieux, sont généralement ouverts avec une structure à trois parois avec un plancher en bois, même si certains refuges sont beaucoup plus élaborés. Les refuges sont généralement espacés d'une journée de marche ou moins avec le plus souvent une source d'eau et avec des toilettes sommaires.
L’Appalachian Mountain Club (AMC) exploite par exemple un système de huit refuges particuliers sur 90 kilomètres de sentier dans les montagnes Blanches du New Hampshire. Ces derniers sont significativement plus grands et offrent des services complets d'hébergement avec repas pendant les mois d'été. Le refuge du barrage de Fontana en Caroline du Nord est surnommé le « Hilton Fontana » en raison de l'importance des commodités (toilettes, proximité avec un bureau de poste et un restaurant).
Les refuges sont généralement en libre-service, notamment à la saison morte. Ils sont généralement entretenus par des bénévoles locaux. Presque tous les refuges ont un ou plusieurs supports pour mettre à l'abri la nourriture hors de portée d'éventuels animaux (rongeurs notamment). En plus des abris « officiels », beaucoup de particuliers offrent une chambre ou des auberges proposent leurs services pour accueillir les randonneurs.

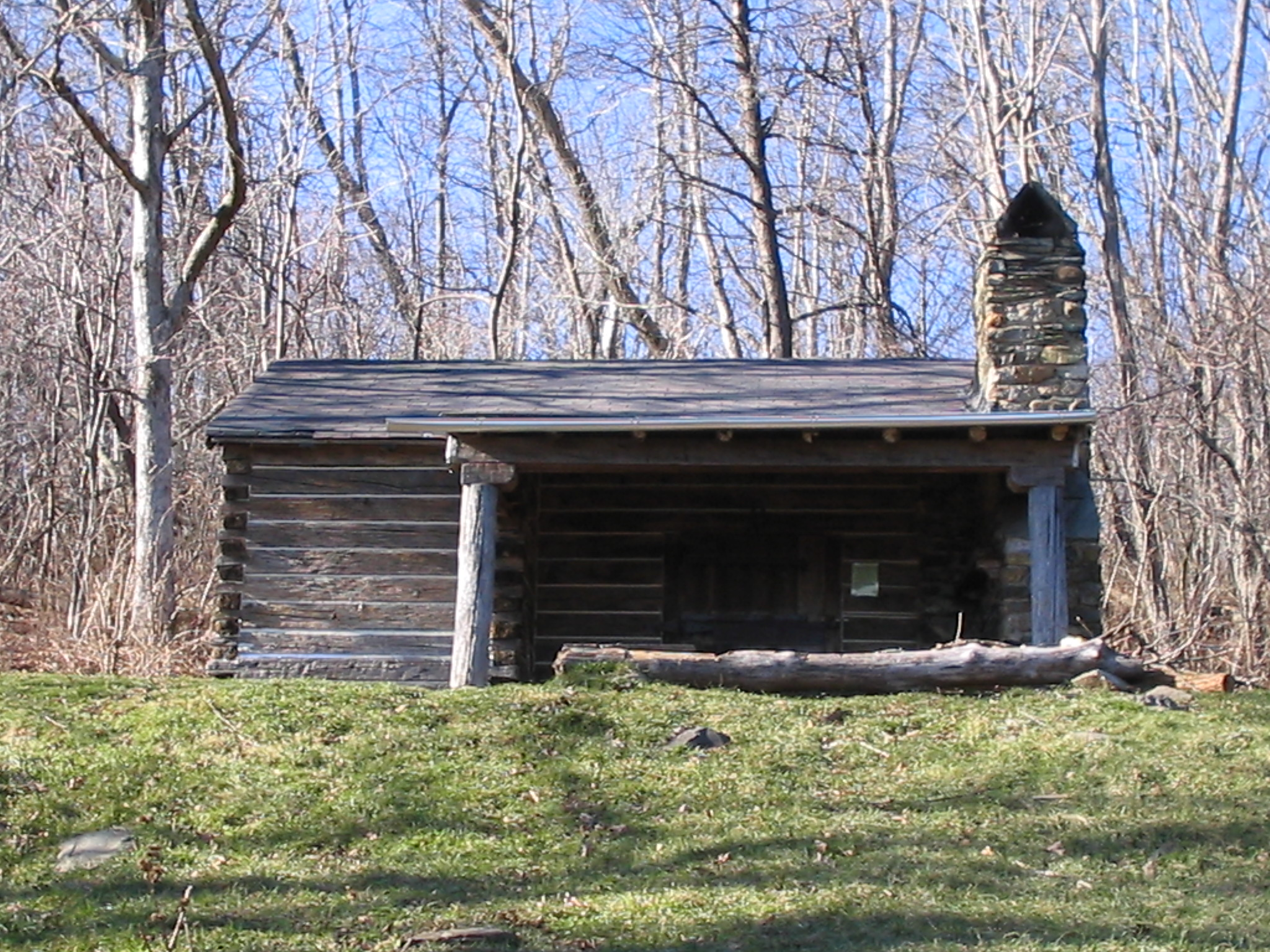
Refuge Pocosin dans le parc national de Shenandoah.
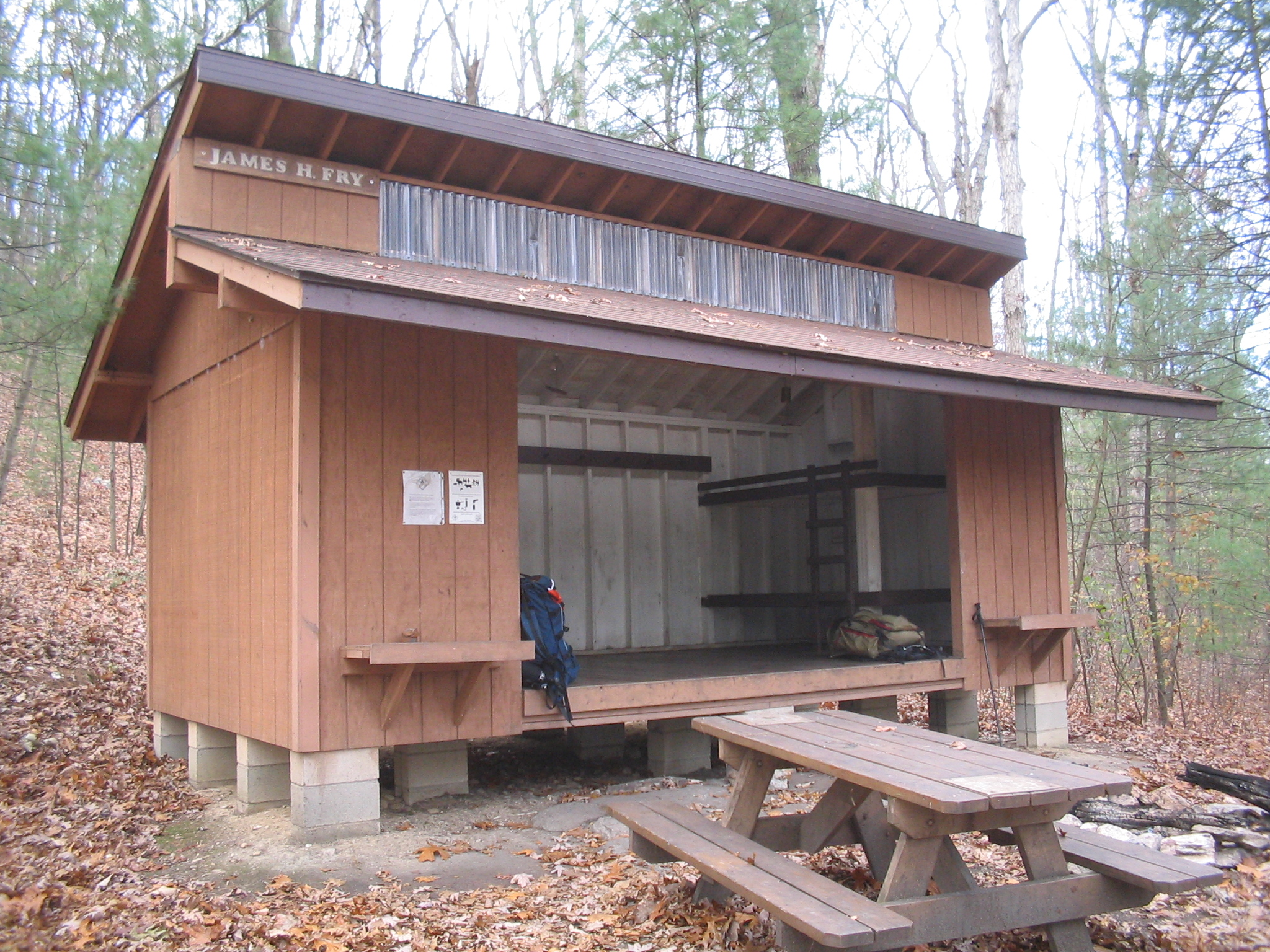
Refuge Tagg Run.
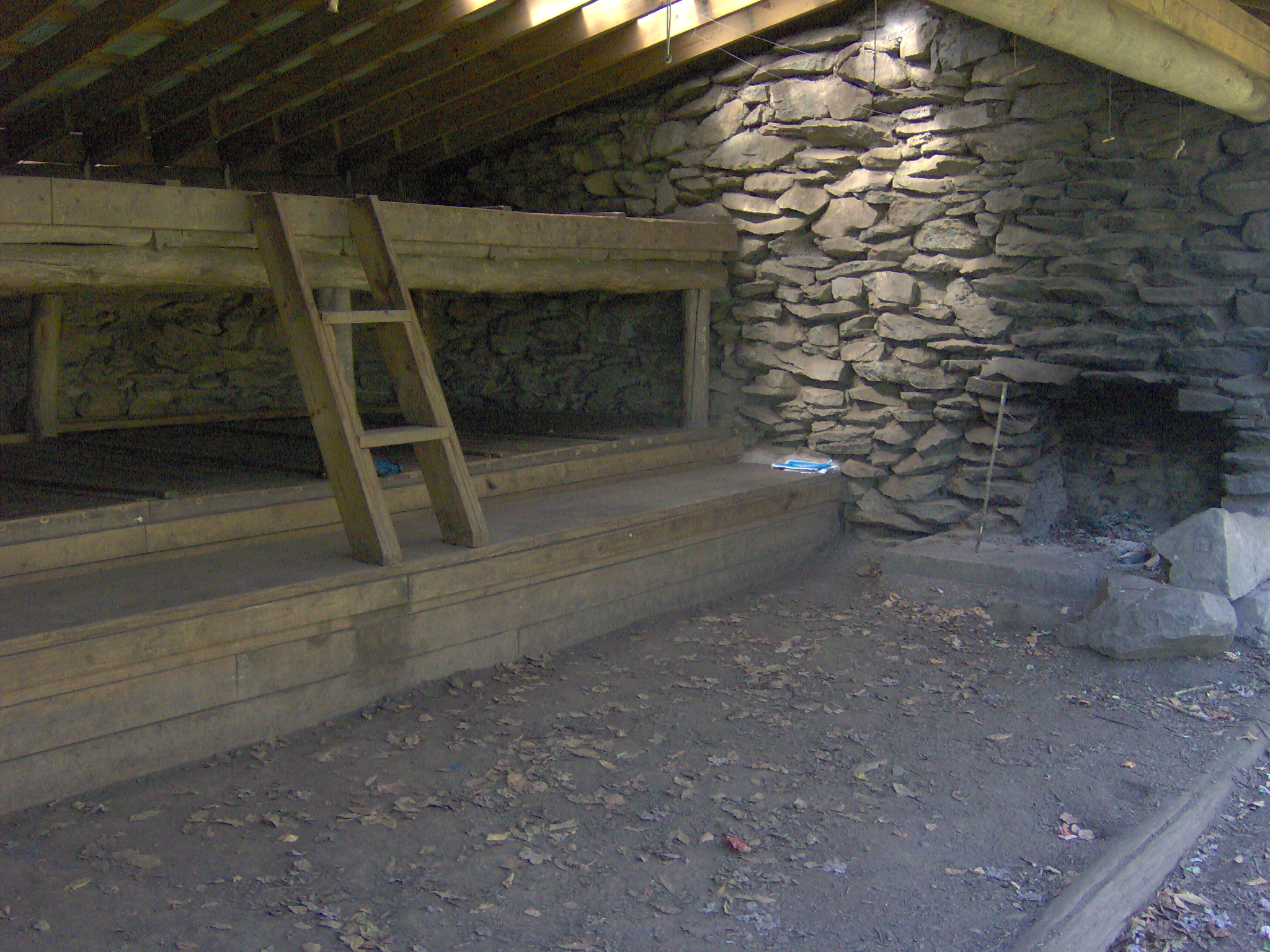
Intérieur en pierre du refuge Mollies Ridge.
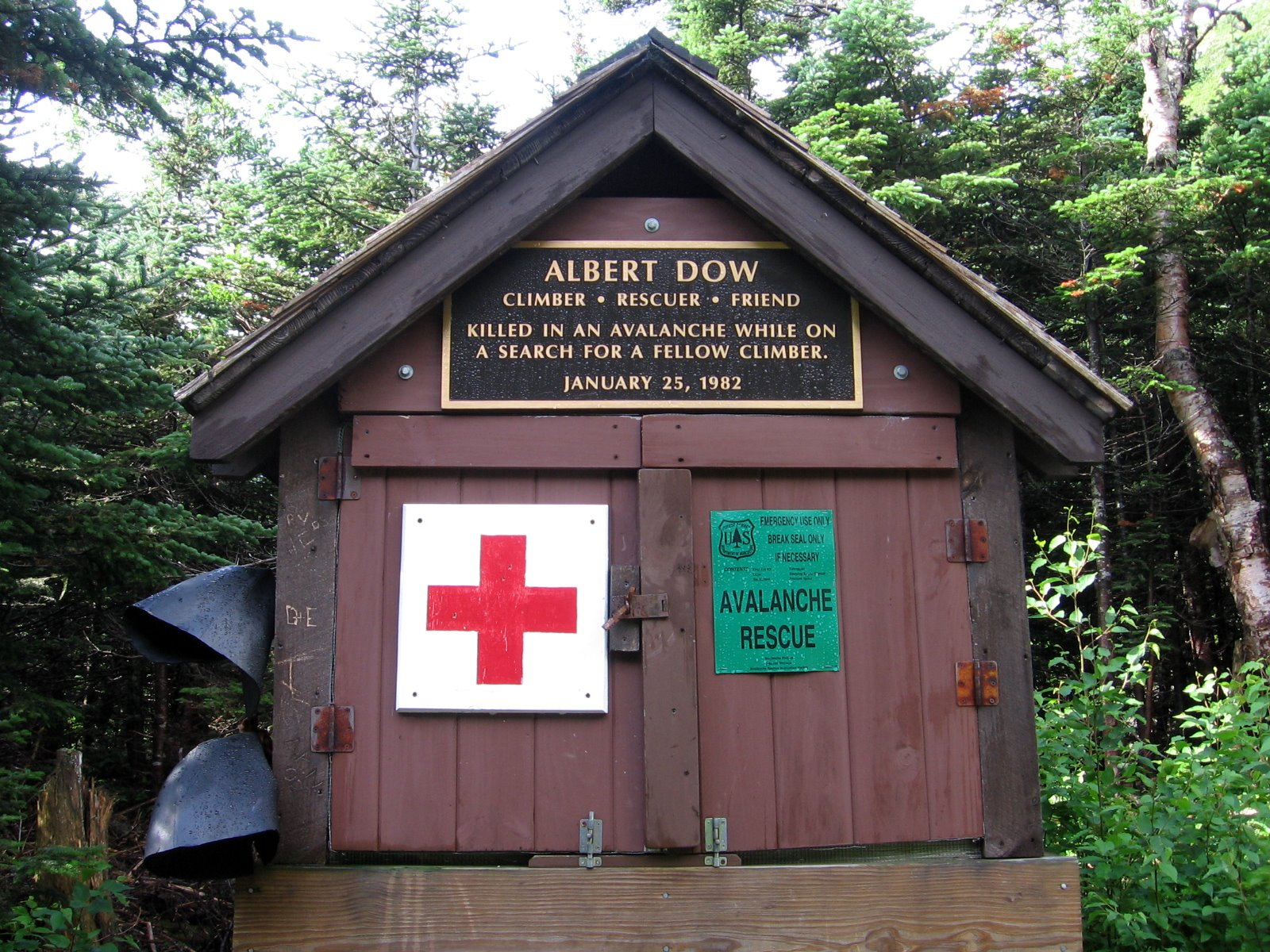
Cache de premiers secours au mont Washington dans le New Hampshire.

### Dangers

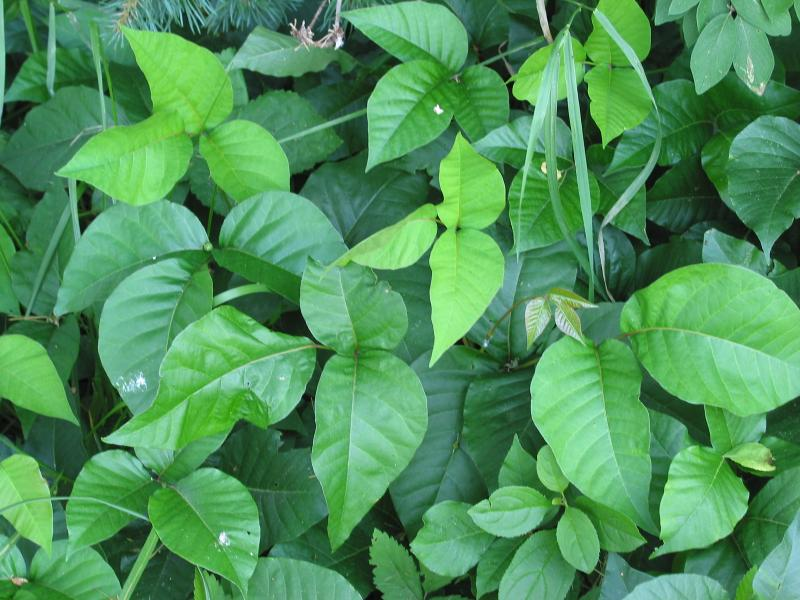
Le sumac grimpant, qui provoque une réaction allergique extrêmement irritante, est commun le long du sentier.

Le sentier des Appalaches est relativement sûr. La plupart des blessures ou des incidents sont comparables aux activités de plein air. La plupart des risques sont liés aux conditions météorologiques, aux erreurs humaines, aux plantes, animaux, maladies et aux activités humaines rencontrées le long du sentier.

### Grande randonnée
Les marcheurs qui accomplissent la totalité du sentier en un an sont appelés thru-hikers, ceux qui préfèrent le faire par une série de marches séparées sont plutôt appelés « section-hikers ». Ceux qui marchent de la Géorgie au Maine sont les « north-bounders » tandis que ceux qui font le trajet dans le sens inverse sont des « south-bounders ». Les « north-bounders » sont les plus nombreux.
Il existe une habitude chez les marcheurs de porter un nom-de-sentier qu'ils utilisent pour s'identifier dans les registres des abris.
Même si certains sont plus rapides que la moyenne, le parcours complet prend en général de 5 à 7 mois. La marche dans les terrains escarpés, le froid ou la chaleur rendent cette activité très exigeante physiquement, surtout pour les thru-hikers. Seulement 20 % à 30 % des gens qui commencent un thru-hike finissent le sentier.
La grande majorité du sentier est partagée avec des randonneurs d'une journée ou de fin de semaine.
Le thru-hiking est fortement déconseillé avant le 15 mai et après le 15 octobre.

### Records

#### Record de vitesse avec assistance
- Karel Sabbe, du sud au nord, août 2018, en 41 jours, 7 heures et 39 minutes[30].
- Tara Dower, du nord au sud, septembre 2024, en 40 jours, 18 heures et 5 minutes[31].

#### Record de vitesse sans assistance
- Joe McConaughy, du sud vers le nord, le 31 août 2017 en 45 jours, 12 heures et 15 minutes[32].
- Heather Anderson du nord au sud, le 24 septembre 2015, en 54 jours, 7 heures et 48 minutes[33].

#### Record lié à l'âge
Le 26 octobre 2017, Dale Sanders, surnommé « Barbe Grise » (Grey Beard), est devenu le doyen de l'épreuve en parcourant l'intégralité du sentier des Appalaches à l'âge de 82 ans.

#### Première femme
Emma Gatewood (en), connue aux États-Unis sous le nom de « Grandma Gatewood », est la première femme ayant parcouru seule le sentier des Appalaches, à l'âge de 67 ans. Il lui a fallu 142 jours et elle a répété son exploit deux fois.

## Trajet détaillé par État

Carte du sentier des Appalaches.

Le sentier est actuellement protégé sur plus de 99 % de son cours par des terrains appartenant au gouvernement fédéral, aux États ou soumis à un  droit de passage. Le sentier est entretenu par différentes organisations bénévoles, groupes de défense de l'environnement, agences gouvernementales et particuliers. Plus de 4 000 bénévoles donnent plus de 175 000 heures de leur temps par an pour assurer la maintenance du sentier. Cet effort est coordonné en grande partie par l’Appalachian Trail Conservancy (ATC). Au total, le sentier traverse huit forêts nationales et deux parcs nationaux.
Au cours de son périple, le sentier suit la crête des Appalaches, traversant plusieurs de ses plus hauts sommets, et sa course est, hormis quelques exceptions, presque en permanence dans un milieu naturel.

### Géorgie
L'État de Géorgie comprend 120 kilomètres du sentier, dont le terminus sud au mont Springer à une altitude de 992 mètres. À 1 360 mètres, Blood Mountain est le point culminant du sentier en Géorgie. Le Sentier des Appalaches et les sentiers connexes sont gérés et entretenus par le Georgia Appalachian Trail Club.

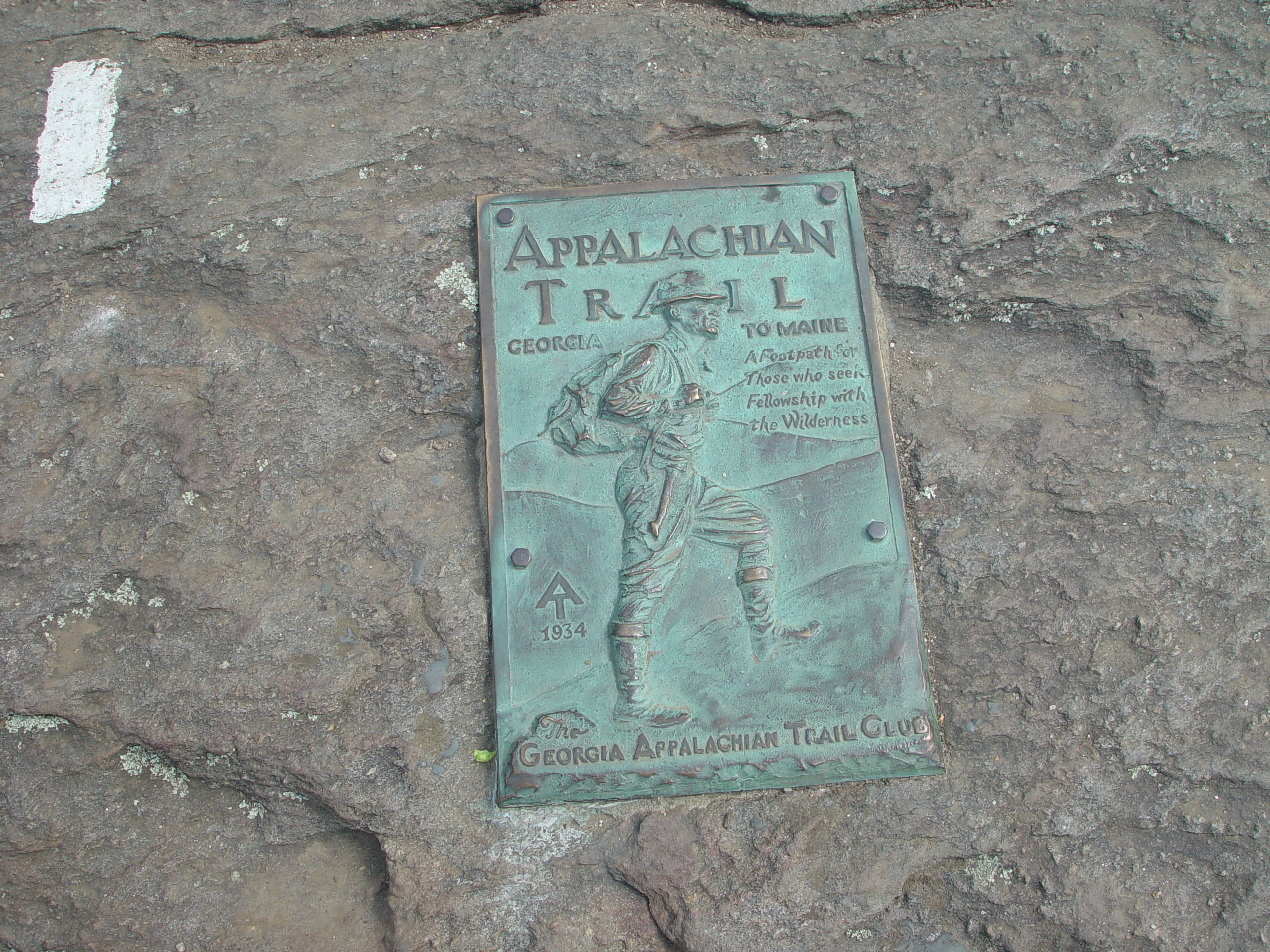
Marque métallique au mont Springer.
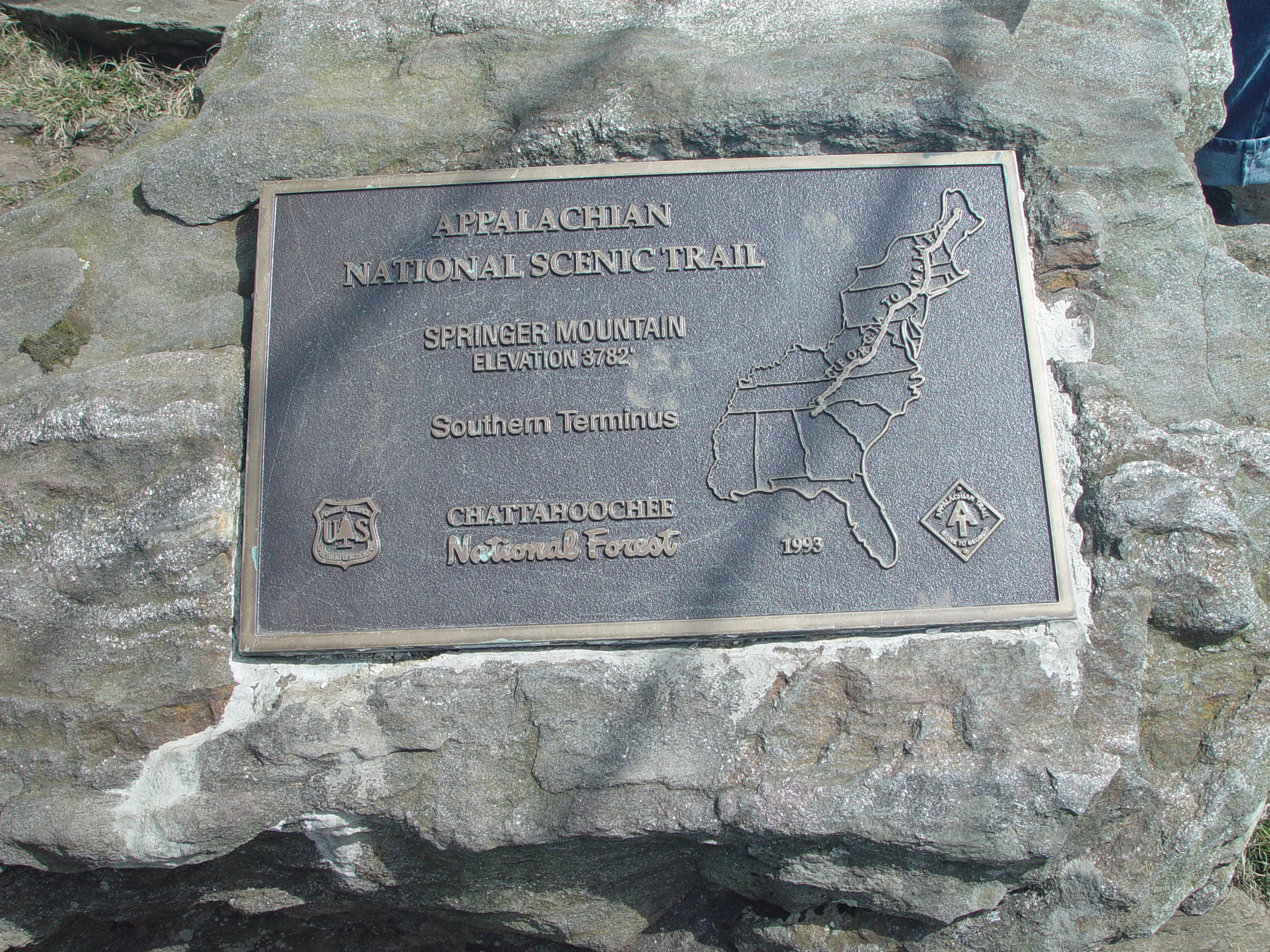
Autre marque métallique au mont Springer.

### Caroline du Nord
En Caroline du Nord se trouvent 142 kilomètres du sentier, sans compter plus de 325 kilomètres le long de la frontière avec le Tennessee. L'altitude varie de 525 à 1 676 mètres. Le sentier pénètre depuis la Géorgie à Gap Bly, parcourant des sommets comme Standing Indian Mountain, le mont Albert et Wayah Bald. Il passe ensuite par le Nantahala Outdoor Center à proximité de la rivière Nantahala. Jusqu'à ce point, le sentier est entretenu par le Nantahala Hiking Club.. Au-delà de ce point, il est maintenu par le Smoky Mountains Hiking Club. 48 kilomètres plus au nord, le barrage de Fontana marque l'entrée du parc national des Great Smoky Mountains.

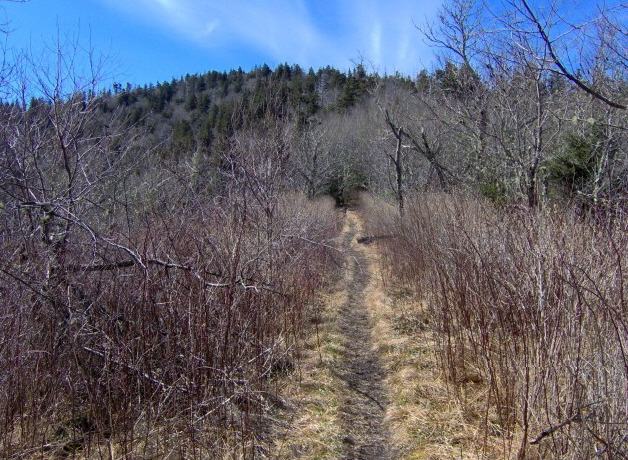
Le Sentier des Appalaches à) l'approche du sommet Old Black à la frontière avec le Tennessee.
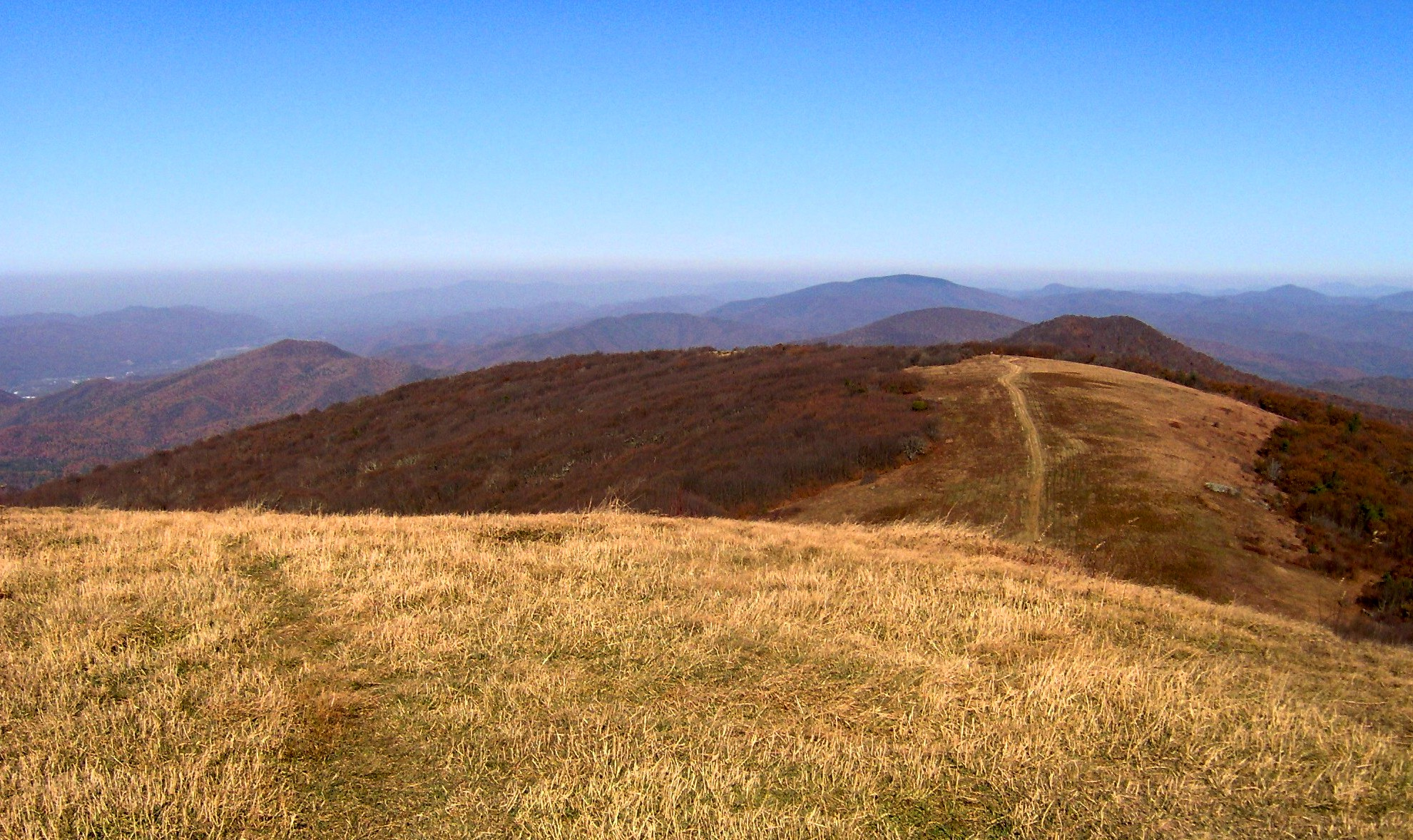
Paysage typique des Balds de la frontière entre les deux États.

### Tennessee
Le Tennessee comprend 114 kilomètres du sentier,, sans compter plus de 325 kilomètres le long ou près de la frontière avec la Caroline du Nord. Cette section qui passe juste en dessous du sommet du dôme Clingmans dans le parc national des Great Smoky Mountains est le point culminant du Sentier des Appalaches avec une altitude de 2 019 mètres. Le Smoky Mountains Hiking Club de Knoxville maintient le sentier tout au long du parc national jusqu'à Davenport Gap. Au nord de Davenport Gap, le Carolina Mountain Club d'Asheville maintient la piste jusqu'à Spivey Gap. Puis la section restante au Tennessee est maintenu par le Tennessee Eastman Hiking & Canoeing Club de Kingsport.

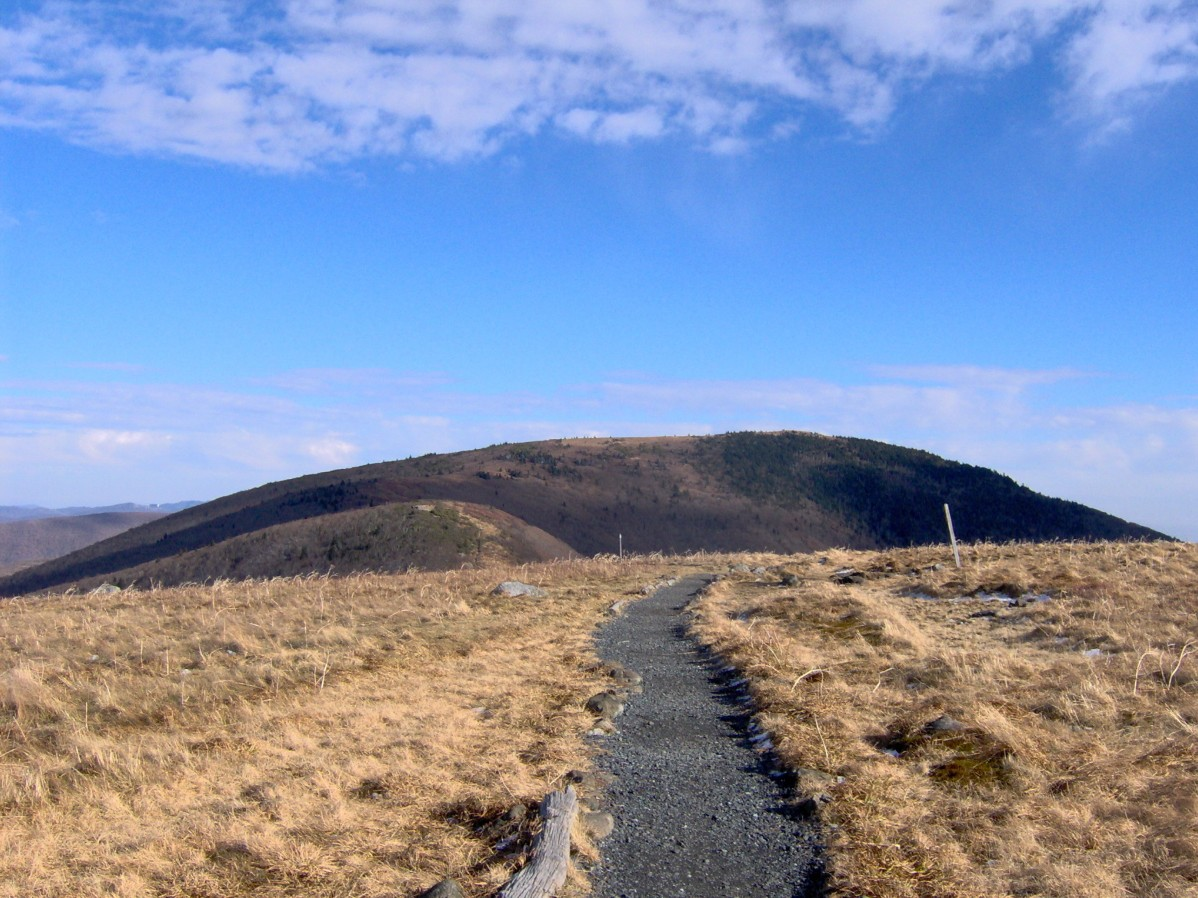
Sentier près du sommet de Round Bald.
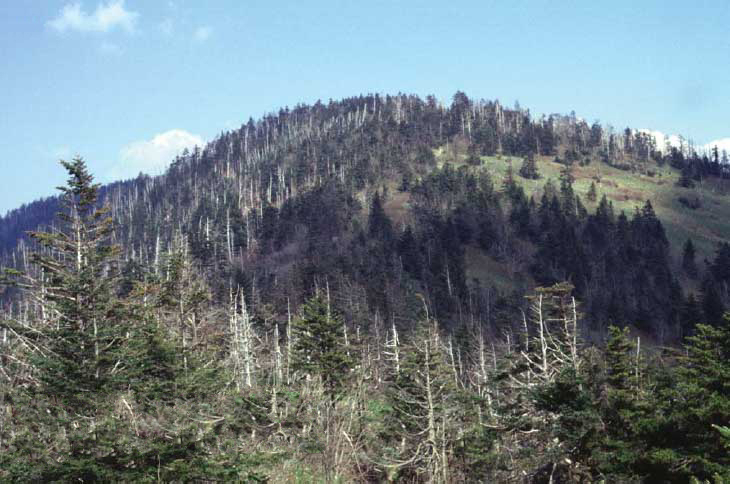
Vue du dôme Clingmans.

### Virginie

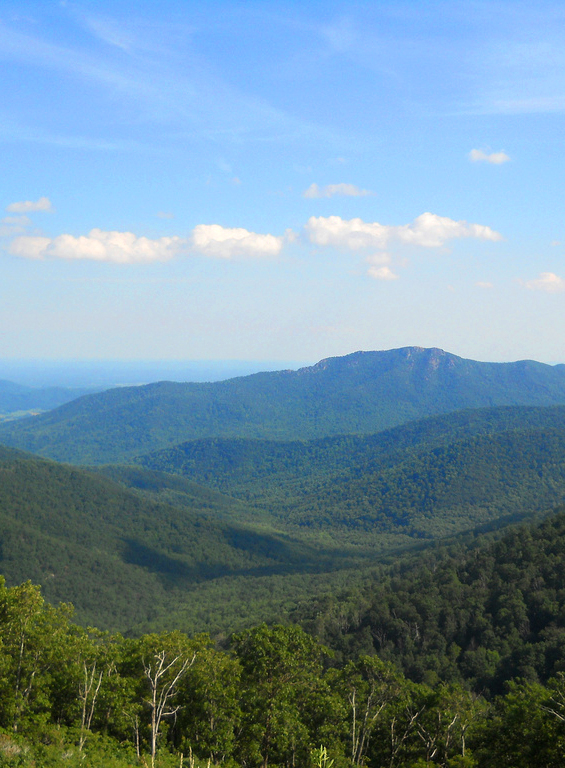
Parc national de Shenandoah.

En Virginie se trouvent 885 kilomètres du sentier, dont 32 kilomètres le long de la frontière avec la Virginie-Occidentale. Selon le calendrier des randonneurs lorsqu'il vont en direction nord, cette section a généralement un climat humide et difficile à cause du dégel et des pluies abondantes du printemps. Des parties notables du sentier sont parallèles à la Blue Ridge Parkway et la Skyline Drive dans le parc national de Shenandoah. Ces dernières sont souvent considérés comme meilleures pour les randonneurs débutants. Dans la partie sud-ouest de l'État, le sentier passe à proximité du point culminant de l’État, le mont Rogers.

### Virginie-Occidentale
La Virginie-Occidentale comprend 6 kilomètres du sentier, sans compter environ 32 kilomètres le long de la frontière avec la Virginie. Le sentier traverse la ville de Harpers Ferry, siège de l’Appalachian Trail Conservancy.

### Maryland
Au Maryland se trouvent 66 kilomètres du sentier, avec une altitude variant de 70 à 570 mètres. Les randonneurs sont tenus de rester dans les refuges et campings désignés. Le sentier longe la route du Chesapeake and Ohio Canal sur 4,8 kilomètres.

### Pennsylvanie
La Pennsylvanie comprend 369 kilomètres du Sentier des Appalaches. Le sentier va de Pen Mar à la frontière avec le Maryland au Delaware Water Gap à la frontière avec le New Jersey. La rivière Susquehanna est généralement considérée comme la ligne de démarcation entre le nord et le sud du sentier et le parc d'État de Pine Grove Furnace comme le milieu du sentier.
Le Sentier des Appalaches passe par une zone nommée St. Anthony's Wilderness qui est la deuxième plus grande zone sans route en Pennsylvanie et qui possède plusieurs villes fantômes minières (charbon) comme Yellow Springs (en) et Rausch Gap.

### New Jersey

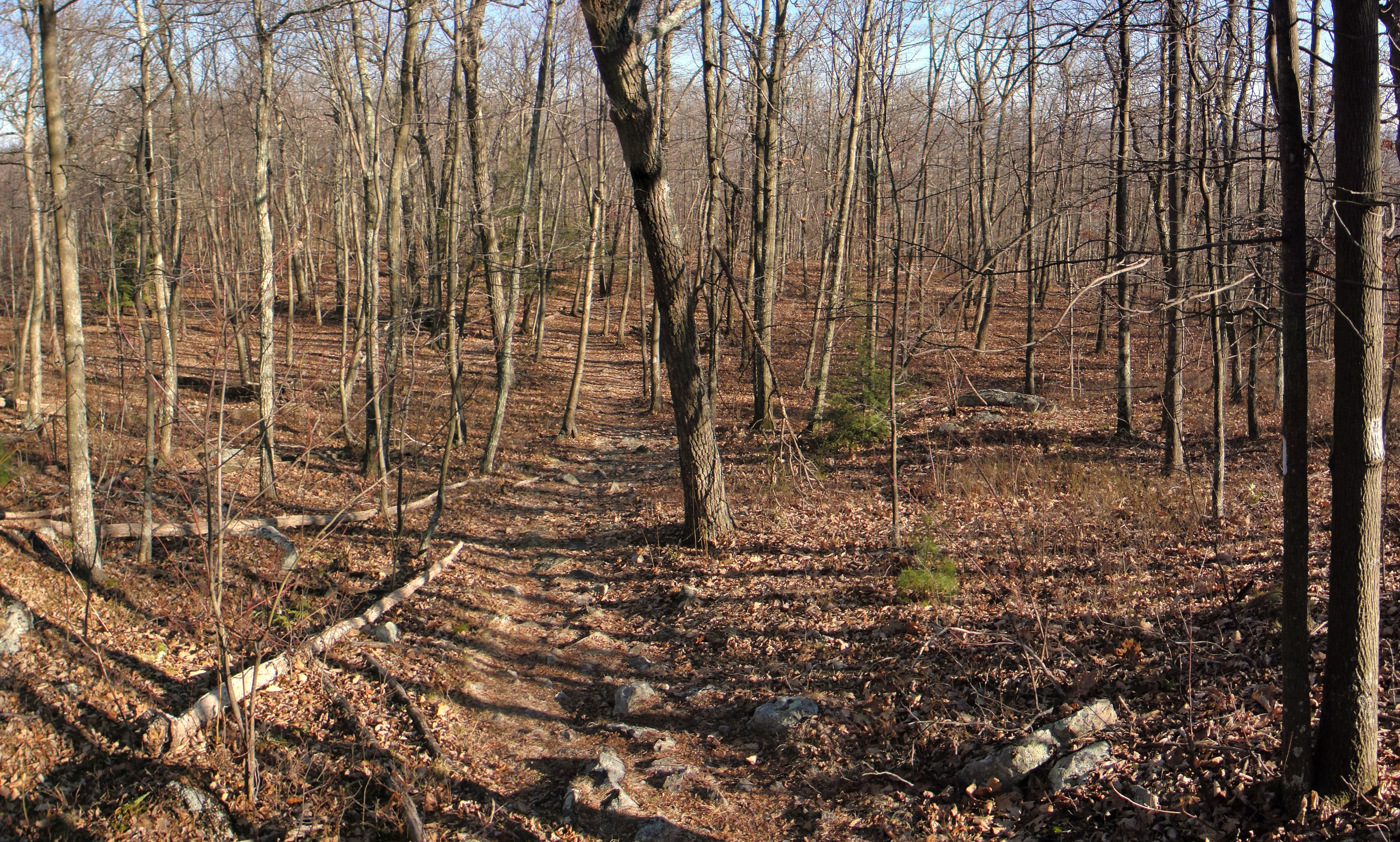
Le Sentier des Appalaches dans le New Jersey.

Au New Jersey se trouvent 116 kilomètres du sentier. Le sentier pénètre dans l’État depuis le sud sur une allée piétonne le long du pont de l'Interstate 80 sur le fleuve Delaware, puis monte du Delaware Water Gap au sommet des Kittatinny Mountains dans la forêt d'État de Worthington, passe Sunfish Pond sur sa droite, se poursuit à travers la forêt d'État de Stokes et atteint finalement le parc d'État de High Point, où se trouve le point culminant du New Jersey. Le sentier prend ensuite une direction sud-est le long de la frontière avec l'État de New York pendant environ 48 kilomètres, en passant sur de longues sections de passerelles sur des terres marécageuses, puis en entrant dans le parc d'État de Wawayanda, puis la forêt d'État Abram S. Hewitt juste avant de quitter l'État près de Greenwood Lake.
La présence d'ours noirs le long du sentier au New Jersey a été notable au début des années 2000 et des barrières métalliques anti-ours protégeant les containers à déchets sont en place dans tous les refuges du New Jersey.

### New York
Les 142 kilomètres du sentier dans l'État de New York présente un faible dénivelé comparé à d'autres États. Du sud au nord, le Sentier des Appalaches passe par des sommets de nombreuses petites montagnes qui ne dépassent pas  430 mètres d'altitude et le point culminant du sentier dans l'État est Prospect Rock à 438 mètres à seulement 800 mètres de la frontière avec le New Jersey. Le sentier continue vers le nord, montant près de Fitzgerald Falls en passant par la forêt de Sterling, puis en entrant dans les parcs d'État de Harriman et de Bear Mountain. Il traverse le fleuve Hudson sur le pont de Bear Mountain, le point le plus bas sur le Sentier des Appalaches avec 38 mètres. Il traverse ensuite le parc d'État Clarence Fahnestock et continue direction nord-est en traversant la ligne de Harlem du Metro-North Railroad, où se trouve la seule gare du sentier. Enfin, le sentier pénètre dans le Connecticut via la réserve naturelle de Pawling.
La section du sentier qui passe par les parcs d'État Harriman et Bear Mountain est la plus ancienne section de la piste puisqu'elle a été achevée en 1923. Une partie de cette section a été pavée par 700 bénévoles avec 800 marches de granit suivies par plus d'un kilomètre de passerelle, dans un projet qui a duré quatre ans (inauguration en juin 2010) et a coûté environ un million de dollars.

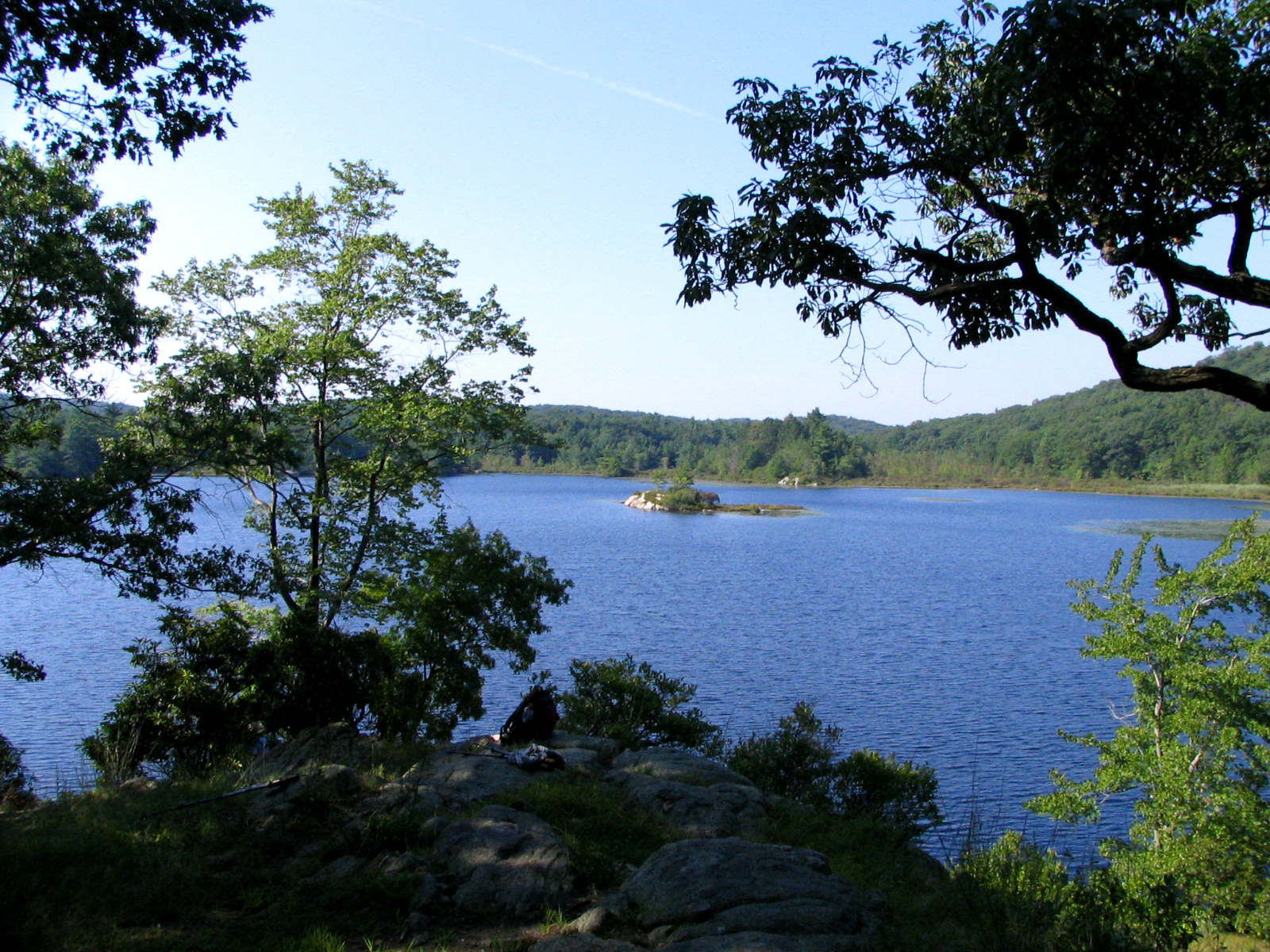
Island Pond dans le parc d'État de Harriman.
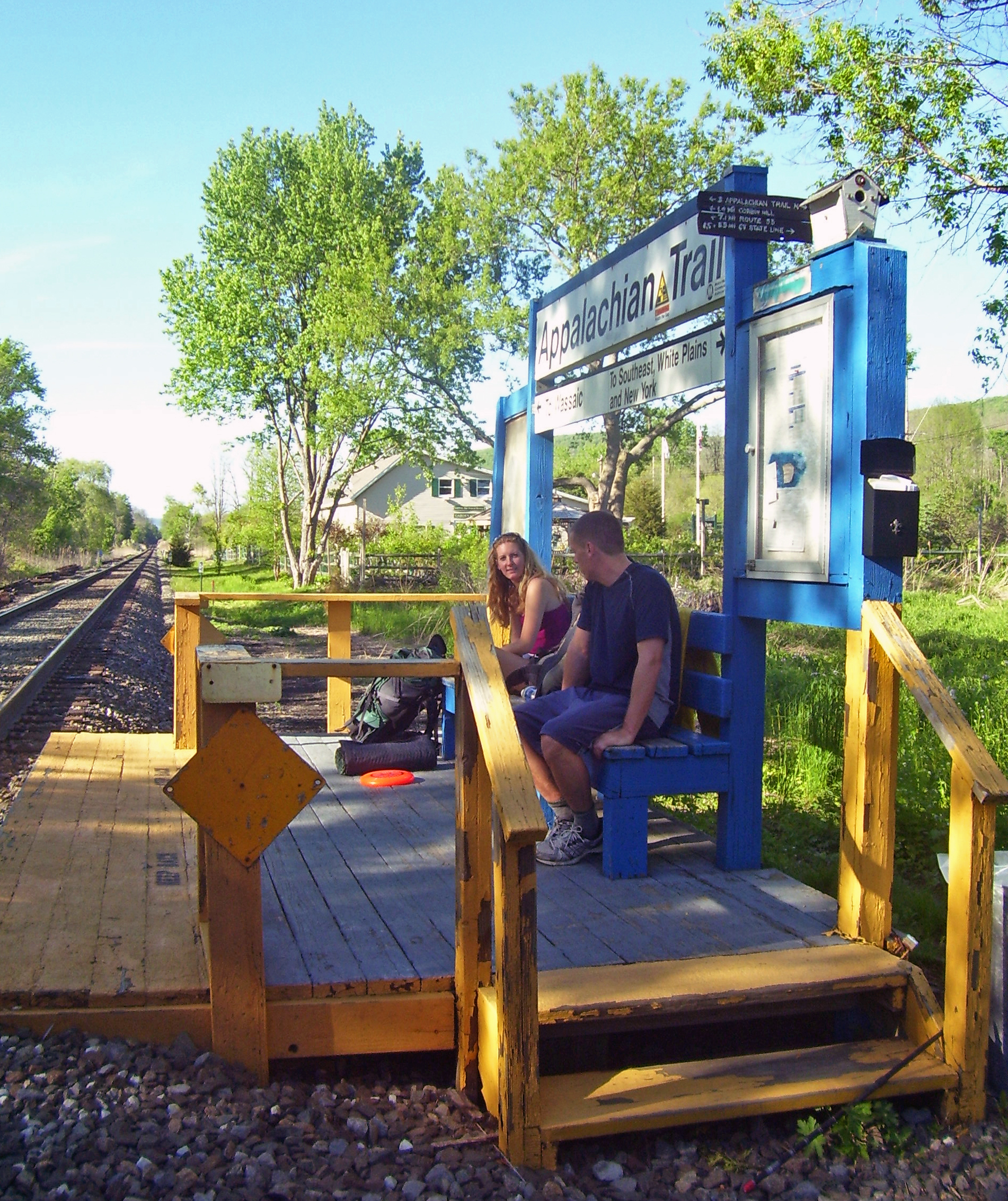
Gare du Sentier des Appalaches.

### Connecticut

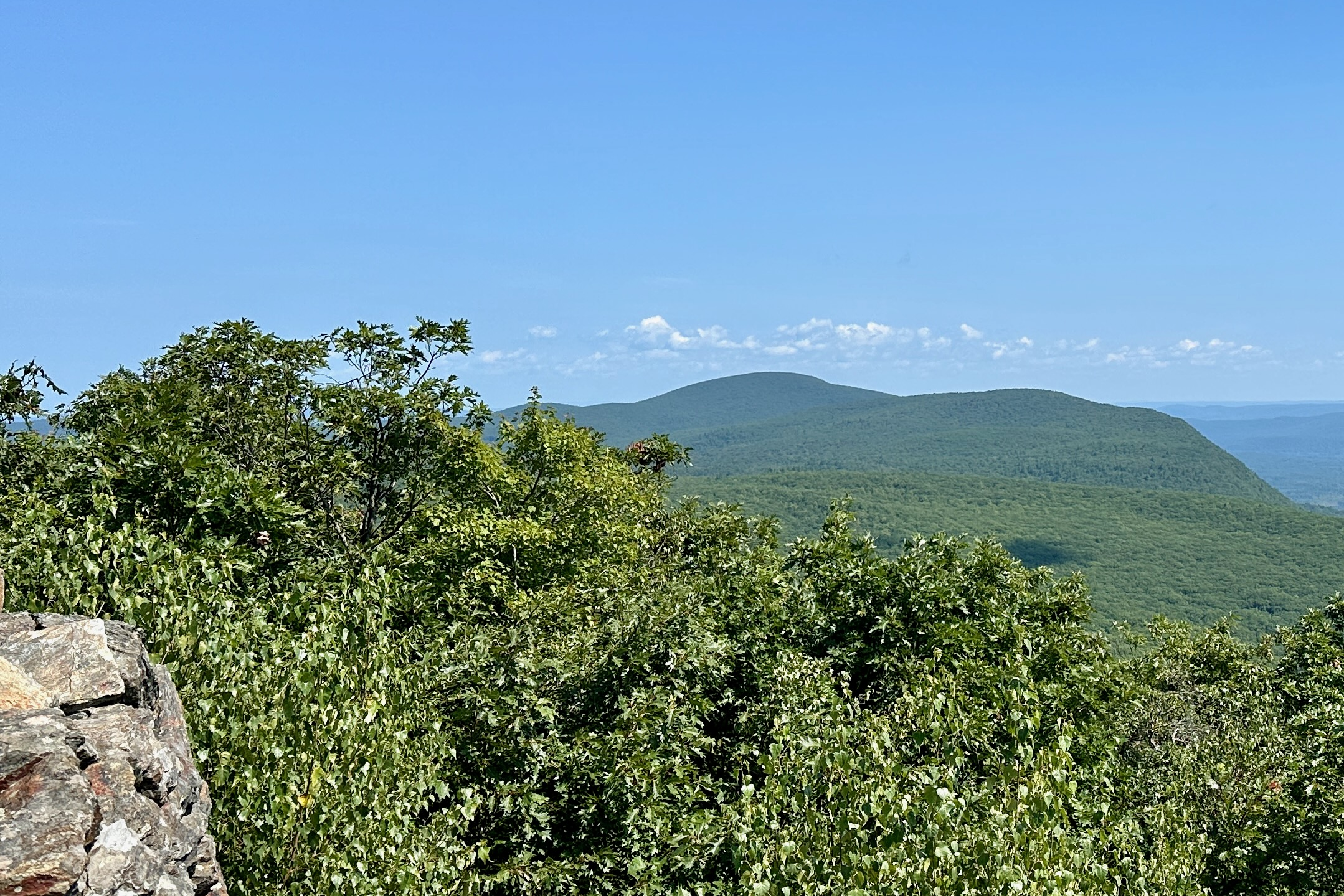
Vue vers le nord depuis Bear Mountain.

Le Connecticut comprend 84 kilomètres du sentier qui se trouvent presque entièrement le long des crêtes ouest de la vallée du Housatonic.
La frontière de l'État est aussi la limite ouest d'une réserve indienne habitée par les Schaghticokes. Le sentier poursuit vers le nord près de l'ouest de la vallée du Housatonic, puis prend la direction nord vers l'ouest de Cornwall, puis nord-ouest et ouest vers Salisbury. Par la suite, il remonte les montagnes Taconic offrant notamment à Lion’s Head un panorama vers le nord avec le mont Greylock et d'autres points élevés du Massachusetts. À Bear Mountain, le sentier atteint plus de 610 mètres d'altitude puis se poursuit dans la vallée de l'Hudson à travers les montagnes Catskill. Juste au nord de Bear Mountain, le sentier, passe dans le Massachusetts en descendant dans Sage’s Ravine, un canyon.

### Massachusetts
Au Massachusetts se trouvent 145 kilomètres du Sentier des Appalaches, entièrement dans le comté de Berkshire dans l'ouest de l'État. Le sentier passe par le point culminant du sud des montagnes Taconic, le mont Everett (793 mètres), puis descend vers la vallée de la Housatonic et la banlieue de la ville de Great Barrington. Le sentier traverse les forêts d'État d'East Mountain, de Beartown et d'October Mountain, puis les villes de Dalton et Cheshire et le point culminant de l'État, le mont Greylock (1 064 mètres) dans la forêt d'État de Clarksburg. Le sentier descend ensuite rapidement sur 3 kilomètres dans la vallée vers North Adams et Williamstown, avant de remonter à nouveau vers la frontière avec le Vermont. Le sentier est maintenu à travers le Massachusetts par la section Berkshire de l’Appalachian Mountain Club.

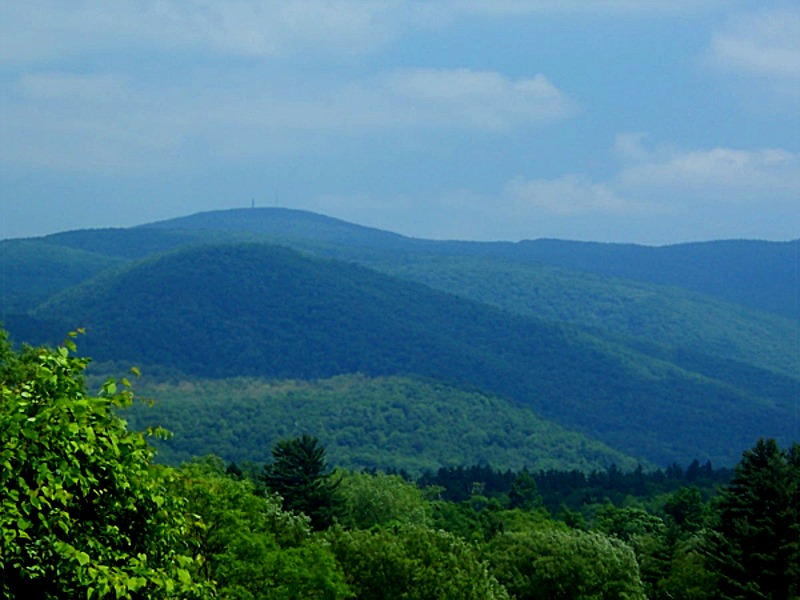
Le mont Greylock, point culminant du Massachusetts.
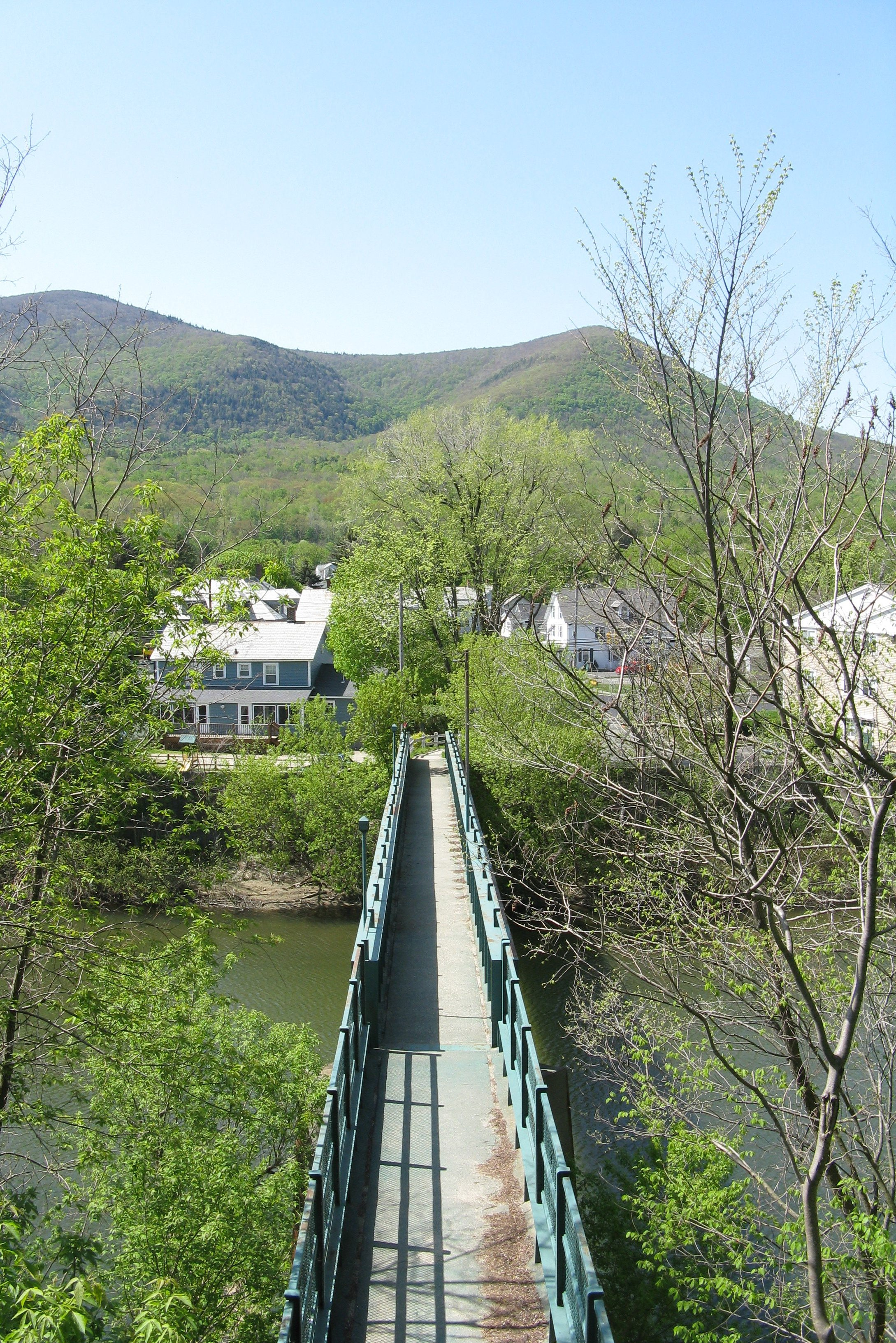
Passerelle près de North Adams.

### Vermont

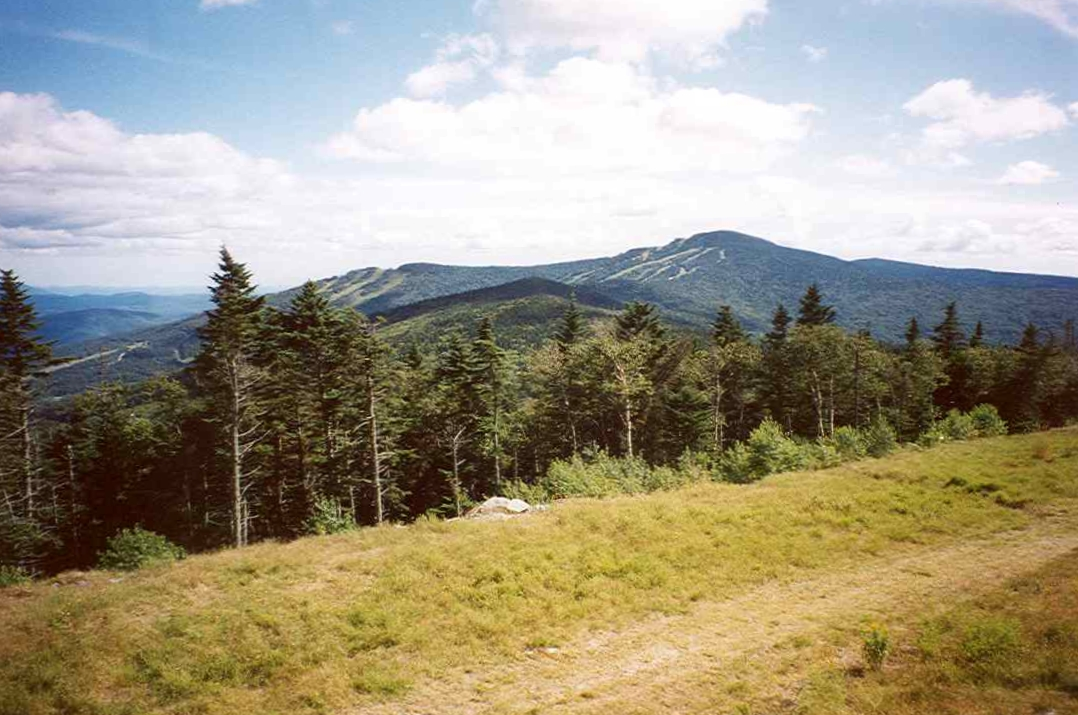
Le pic Killington.

Le Vermont comprend 241 kilomètres du sentier. En entrant dans l'État, le sentier coïncide avec les sections sud du Long Trail et traverse la partie sud de la forêt nationale de Green Mountain. Il suit la crête du sud des montagnes Vertes, atteignant certains pics remarquables comme Stratton Mountain, Glastenbury Mountain et Killington Peak. Après s'être séparé du Long Trail, le Sentier des Appalaches prend une direction est, traversant la rivière White, en passant par la ville de Norwich et traverse le fleuve Connecticut en direction de Hanover au New Hampshire. Le Green Mountain Club maintient le Sentier des Appalaches de la frontière avec le Massachusetts à la route 12. Le Dartmouth Outing Club entretient la suite du sentier.

### New Hampshire

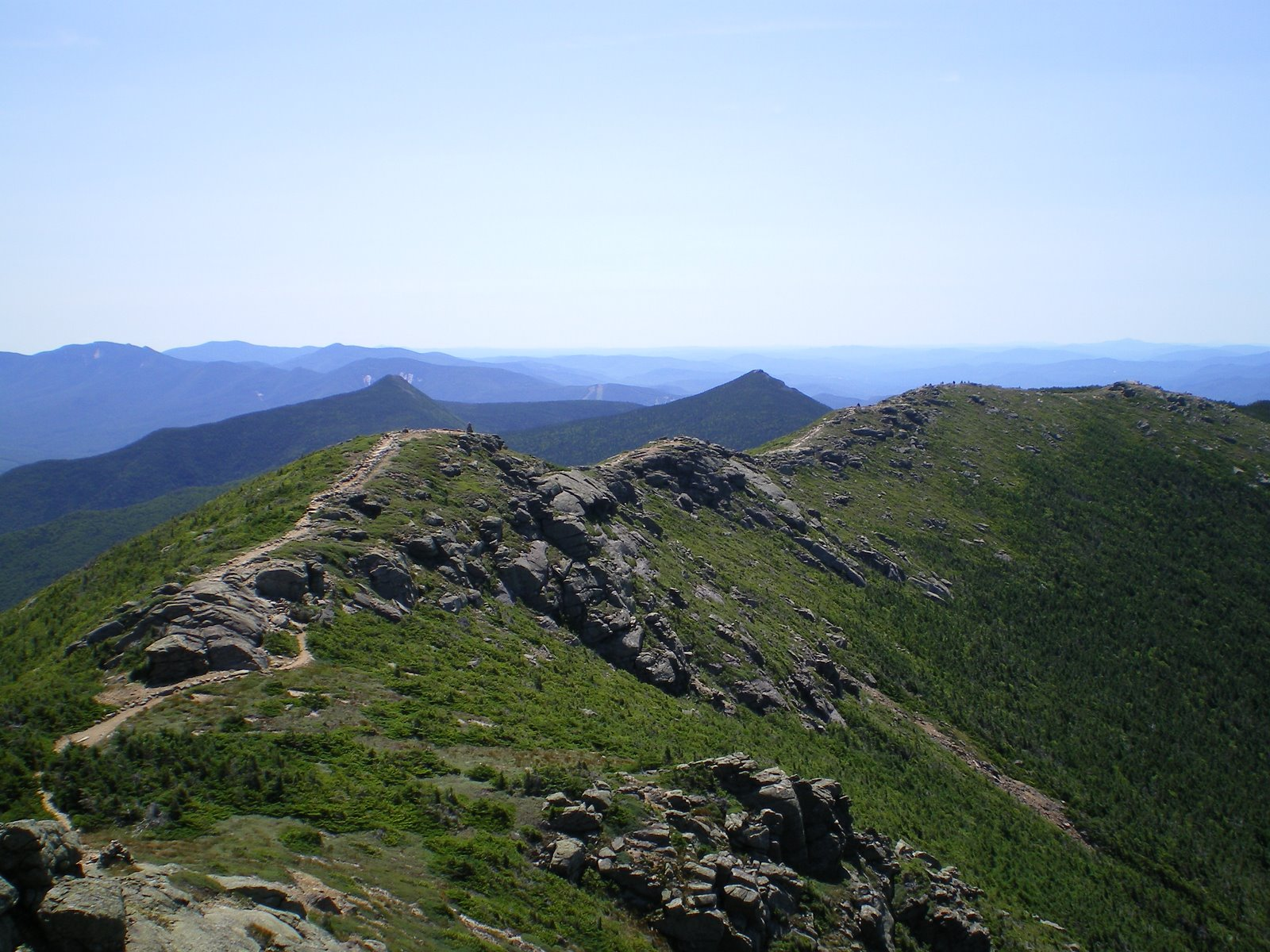
La crête Franconia sur le chaînon du même nom dans le New Hampshire.

Au New Hampshire se trouvent 259 kilomètres du sentier des Appalaches. Cette section du sentier est majoritairement située dans la forêt nationale de White Mountain. Pour les randonneurs en direction du nord, c'est le début des difficultés; en effet, dans le New Hampshire et le Maine, les terrains se font plus sauvages et plus escarpés et les conditions alpines se retrouvent près des sommets et des crêtes. Le sentier passe par 17 des 48 sommets de plus de quatre mille pieds du New Hampshire, dont les 1 916 mètres du mont Washington (le point culminant du Sentier des Appalaches au nord du Tennessee). Le Dartmouth Outing Club entretient le sentier de la frontière avec le Vermont du mont Moosilauke au Kinsman Notch ; l’Appalachian Mountain Club s'occupe des parties restantes dans l'État.

### Maine
Le Maine comprend 452 kilomètres du sentier des Appalaches. Dans cette partie du sentier il y a beaucoup plus d'orignal qu'ailleurs. Le terminus nord du Sentier des Appalaches se trouve sur le mont Katahdin dans le parc d'État Baxter.
Certaines sections du sentier dans le Maine, comme le Mahoosuc Notch, sont particulièrement difficiles et cela même pour des randonneurs confirmés, d'autant que le terrain peut devenir glissant dans des conditions météorologiques humides. Il existe aussi des dizaines de rivières et de gués à passer et le passage de la rivière Kennebec nécessite même une traversée en bateau. La partie la plus isolée dans l'État est connue comme la Hundred-Mile Wilderness et démarre au nord-est de la ville de Monson et se termine après le parc d'État Baxter.
L’Appalachian Mountain Club maintient le sentier des Appalaches de la frontière avec le New Hampshire au Grafton Notch et le Maine Appalachian Trail Club est responsable du reste jusqu'au mont Katahdin.

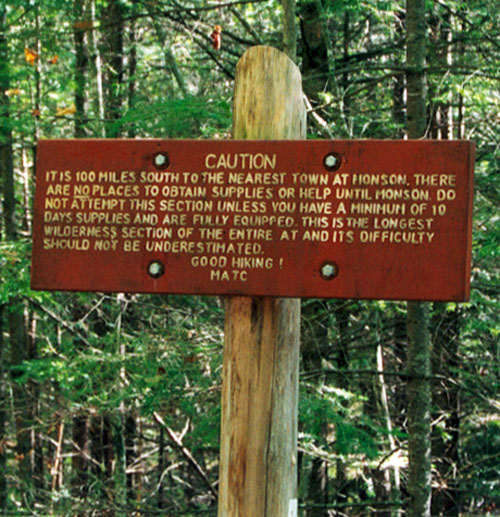
Panneau d'avertissement à l’entrée de la Hundred-Mile Wilderness.
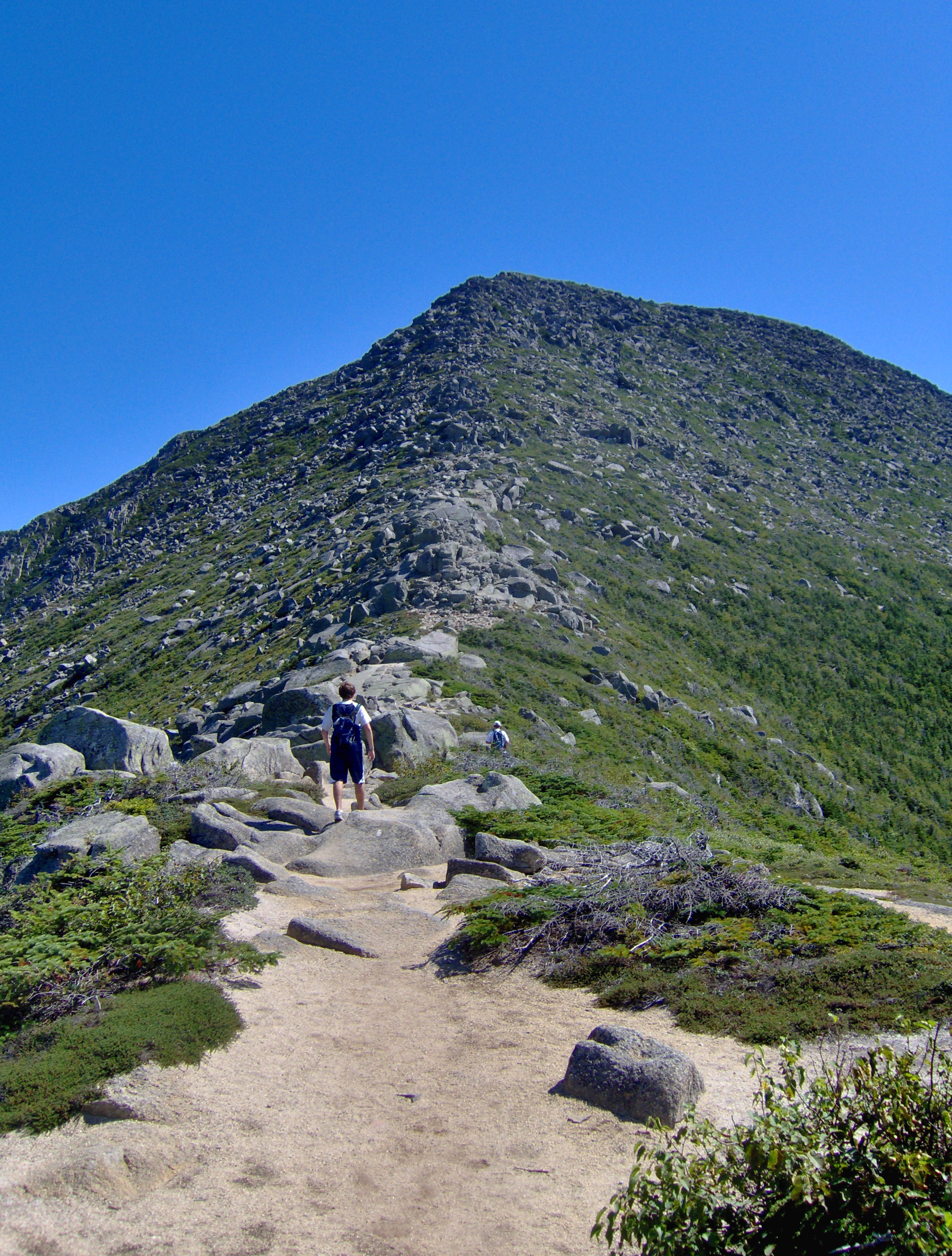
L’ascension au mont Katahdin.
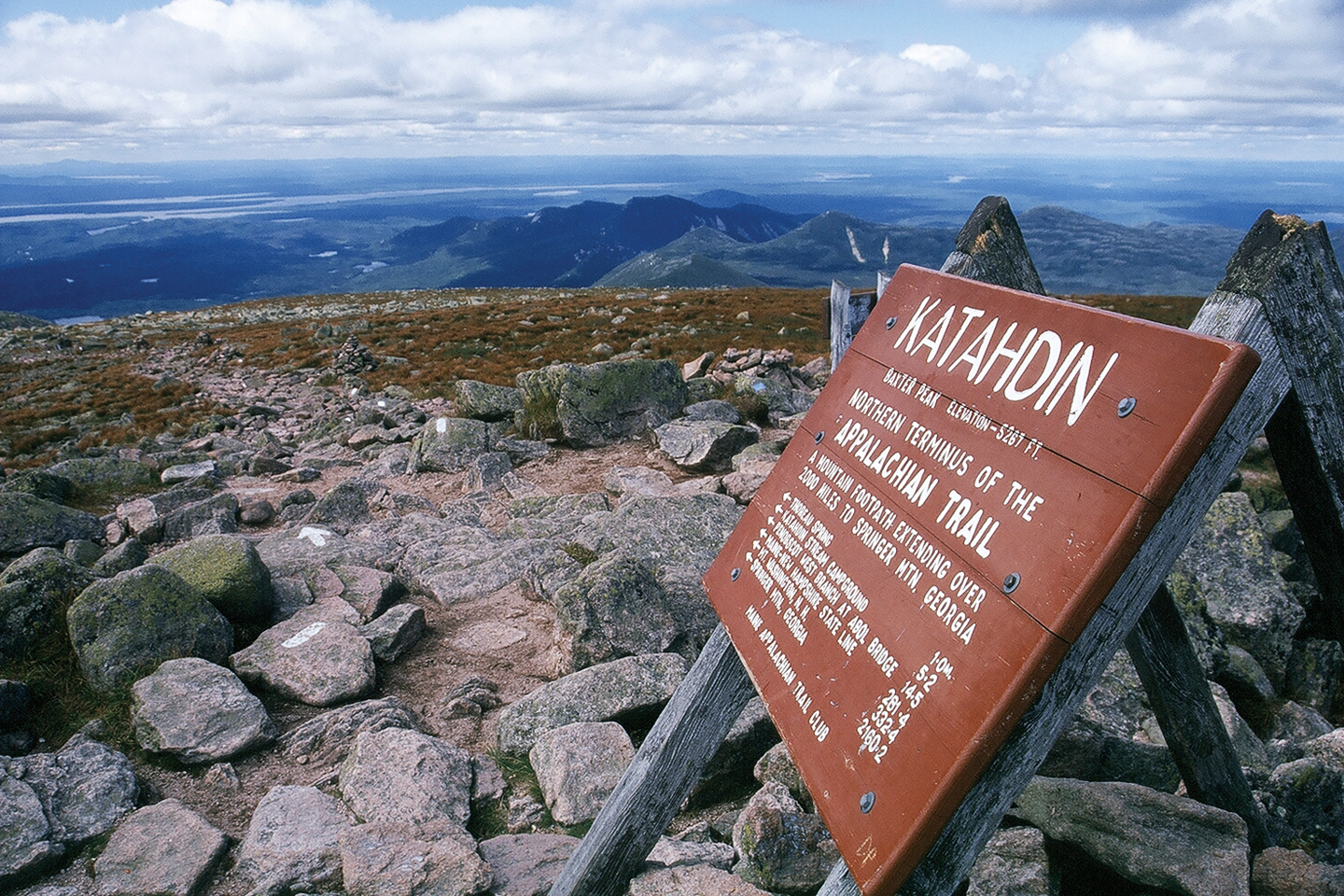
Le mont Katahdin dans le parc d’État Baxter, au Maine, est l’extrémité nord officielle du sentier des Appalaches.